# Список зарубежных поездок президента Путина
| 1 визит 2 визита | 3 визита 4 визита | 5 визитов 6 визитов | 7 и более визитов 14 и более визитов | Россия |

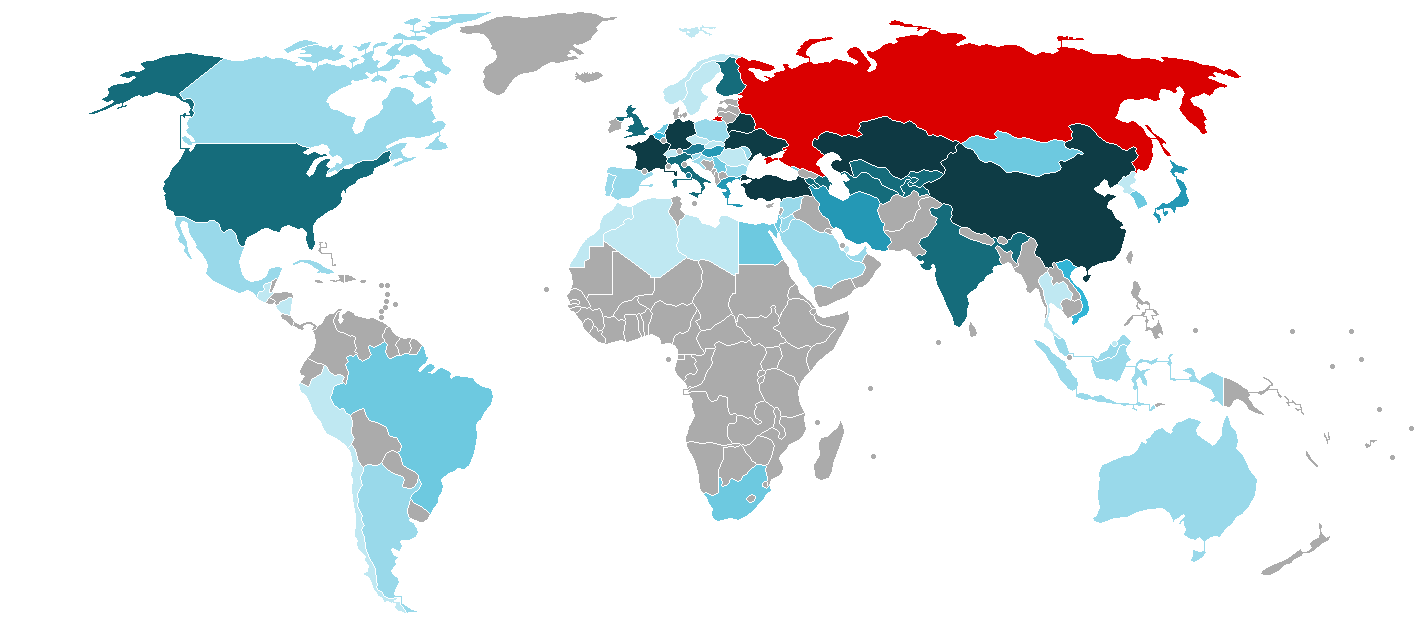
Карта международных президентских поездок Владимира Путина
(по состоянию на июнь 2018).
1 визит
2 визита
3 визита
4 визита
5 визитов
6 визитов
7 и более визитов
14 и более визитов
Россия

В списке приводятся зарубежные поездки Владимира Владимировича Путина в периоды, когда он занимает должность президента Российской Федерации.

## Первый президентский срок (2000—2004)[3]

### 2000 год

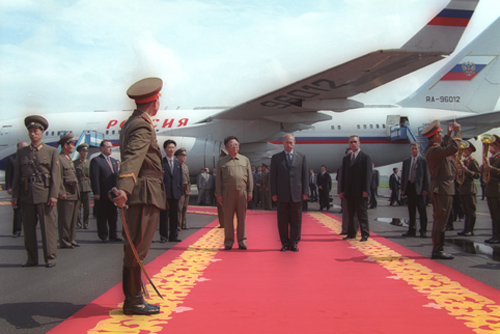
Пхеньян. C руководителем КНДР Ким Чен Иром. Международный аэропорт Сунан. 2000 год

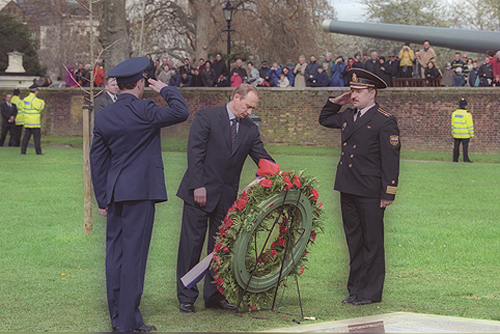
Лондон. Во время визита в Великобританию. Возложение венка к памятнику советским воинам и гражданам, погибшим во Второй мировой войне. 2000 год

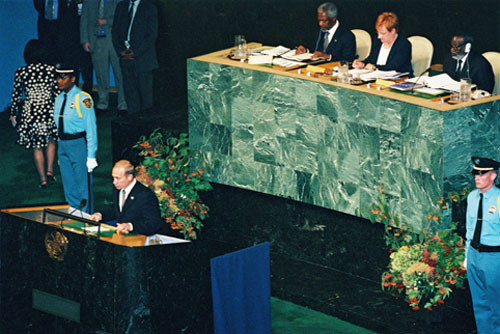
Нью-Йорк. Во время визита в США. Выступление на пленарном заседании «Саммита тысячелетия». 2000 год

- 16 апреля — визит в Минск (Белоруссия). Переговоры с президентом Белоруссии Александром Лукашенко[4].
- 17 апреля — визит в Лондон (Великобритания). Встреча с премьер-министром Великобритании Энтони Блэром. Встреча с королевой Великобритании Елизаветой II. Возложение венка к памятнику советским воинам и гражданам, погибшим во Второй мировой войне[5].
- 18 апреля — визит на Украину. Посещение штаба Черноморского флота[6].
- 18−19 мая — визит в Ташкент (Узбекистан). Переговоры с президентом Узбекистана Исламом Каримовым. Первый зарубежный визит после вступления в должность главы государства[7].
- 19 мая — визит в Ашхабад (Туркменистан). Встреча с президентом Туркменистана Сапармуратом Ниязовым[8].
- 23−24 мая — рабочий визит в Минск (Белоруссия). Заседание Межгосударственного Совета стран — участниц Таможенного союза. Заседание Совета коллективной безопасности[9].
- 3−6 июня — визит в Рим, Милан (Италия) и Ватикан. Переговоры с председателем Совета министров Италии Джулиано Амато. Встречи с Папой Римским Иоанном Павлом II и с президентом Итальянской Республики Карло Адзельо Чампи. Встреча с представителями деловых кругов Италии. Отдельные встречи с руководством итальянского автоконцерна ФИАТ и нефтегазового концерна ЭНИ. Осмотр миланского собора Дуомо[10].
- 13−14 июня — визит в Мадрид (Испания). Переговоры с председателем правительства Испании Хосе Мария Аснаром. Встреча с королём Испании Хуаном Карлосом I. Встреча с представителями испанских деловых кругов[11].
- 14−16 июня — визит в Берлин (Германия). Российско-германские межгосударственные консультации. Встреча с председателем Бундестага Вольфгангом Тирзе, с премьер-министром федеральной земли Бавария, с председателем Христианско-социального союза Эдмундом Штойбером, с председателем Христианско-демократического союза Ангелой Меркель, с президентом ФРГ Йоханнесом Рау, с бывшим канцлером ФРГ Гельмутом Колем, с руководством немецких компаний «Винтерсхалл», «Рургаз» и «Сименс». Возложение венка к монументу советскому воину-освободителю в Трептов-парке[12].
- 16−17 июня — визит в Кишинёв (Молдавия). Переговоры с президентом Молдавии Петром Лучинским[13].
- 5 июля — рабочий визит в Душанбе (Таджикистан). Встреча глав государств «Шанхайской пятёрки»[14].
- 17−19 июля — официальный визит в Пекин (Китай). Встреча с председателем КНР Цзян Цзэминем, с представителями руководства КНР. Осмотр дворцового комплекса Гугун[15].
- 19−20 июля — визит в Пхеньян (КНДР). Российско-северокорейские переговоры на высшем уровне. Возложение венка к монументу «Советской Армии — освободительнице»[16].
- 21−23 июля — визит в Японию. Встреча глав государств и правительств «Группы восьми» (остров Окинава, Наго — Гусикава[яп.])[17].
- 18 августа — рабочий визит на Украину[18].
- 3−5 сентября — официальный визит в Токио (Япония). Переговоры с премьер-министром Японии Ёсиро Мори[19].
- 6−8 сентября — рабочий визит в Нью-Йорк (США). Участие в «Саммите тысячелетия». Встречи с президентом США Биллом Клинтоном, с председателем КНР Цзян Цзэминем, с канцлером ФРГ Герхардом Шрёдером, с президентом Индонезии Абдуррахманом Вахидом, с президентом Кипра Главкосом Клиридисом, с президентом Ирана Сейедом Мохаммадом Хатами, с президентом Турции Ахметом Недждетом Сезером, с президентом Мексики Эрнесто Седильо, с премьер-министром Израиля Эхудом Бараком, с президентом ЮАР Табо Мбеки, с президентом Венесуэлы Уго Чавесом, с премьер-министром Великобритании Энтони Блэром, с председателем Госсовета и Совета министров Кубы Фиделем Кастро, с президентом Южной Кореи Ким Дэ Чжуном, с генеральным секретарём ООН Кофи Аннаном, с премьер-министром Норвегии Йенсом Столтенбергом[20].
- 2−5 октября — государственный визит в Нью-Дели и Мумбаи (Индия). Переговоры с премьер-министром Индии Аталом Бихари Ваджпаи. Встреча с министром иностранных дел Индии Джасвантом Сингхом, с председателем партии «Индийский национальный конгресс» Соней Ганди, с представителями индийских деловых кругов. Посещение Центра ядерных исследований имени Бхабха, Университета имени Джавахарлала Неру. Выступление на совместном заседании палат парламента Индии. Посещение мавзолея Тадж-Махал в Агре[21].
- 9−10 октября — визит в Астану (Казахстан). Участие в заседании Межгосударственного совета глав государств — участников Таможенного союза. Переговоры с президентом Казахстана Нурсултаном Назарбаевым. Встреча с руководителями объединений и ассоциаций российских соотечественников в Казахстане, с преподавателями и студентами Евразийского национального университета имени Льва Гумилёва[22].
- 11 октября — визит в Бишкек (Кыргызстан). Участие в заседании Совета коллективной безопасности государств — участников Договора о коллективной безопасности. Участие в церемонии пуска новой гидротурбины на Бишкекской ТЭЦ[23].
- 29 октября−1 ноября — визит в Париж (Франция). Участие в заседании саммита Россия-ЕС. Переговоры с президентом Франции Жаком Шираком и премьер-министром Франции Лионелем Жоспеном. Встречи с генеральным директором ЮНЕСКО Коитиро Мацуурой, с генеральным секретарём ОЭСР Дональдом Джонстоном, с представителями деловых кругов Франции, с главами обеих палат французского парламента, с представителями политической, деловой и интеллектуальной элиты Франции. Посещение Лувра. Вручение российских государственных наград французским космонавтам. Посещение русского кладбища в Сент-Женевьев‑де-Буа под Парижем[24].
- 13−14 ноября — официальный визит в Улан-Батор (Монголия). Переговоры с президентом Монголии Нацагийном Багабанди. Встреча с премьер-министром Монголии Намбарыном Энхбайяром. Возложение венка к памятнику советским воинам на горе Зайсан[25].
- 15−16 ноября — рабочий визит в Бруней. Участие во встрече лидеров экономик — участниц форума АТЭС. Встречи с султаном Брунея Хассаналом Болкиахом, президентом Чили Рикардо Лагосом Эскобаром, с президентом США Биллом Клинтоном, с президентом Южной Кореи Ким Дэ Чжуном, с председателем КНР Цзян Цзэминем, с премьер-министром Японии Ёсиро Мори, с премьер-министром Малайзии Махатхиром Мохаммадом[26].
- 30 ноября — рабочий визит в Минск (Белоруссия). Участие в заседании Высшего Государственного Совета Союзного государства России и Белоруссии. Встреча с президентом Белоруссии Александром Лукашенко[27].
- 14−17 декабря — государственный визит в Гавану, Лурдес и Варадеро (Куба). Переговоры с председателем совета министров Кубы Фиделем Кастро. Посещение Радиоэлектронного центра Министерства обороны России. Встреча с председателем Национальной ассамблеи народной власти Кубы Рикардо Аларконом и кубинскими парламентариями. Возложение венка к монументу национальному герою Кубы Хосе Марти. Посещение Центра биотехнологии и генной инженерии[28].
- 18−19 декабря — официальный визит в Канаду. Переговоры с премьер-министром Канады Жаном Кретьеном. Встреча с генерал-губернатором Канады Адриенн Кларксон[29].

### 2001 год

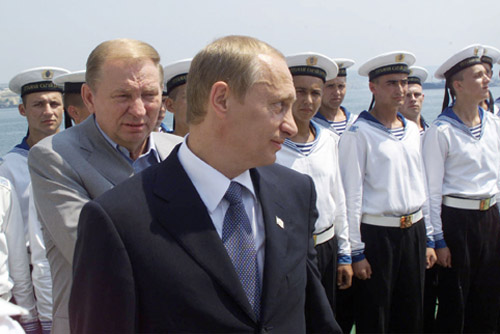
Севастополь (Крым). С Президентом Украины Леонидом Кучмой на борту флагмана ВМФ Украины — сторожевом корабле «Гетман Сагайдачный». 2001 год

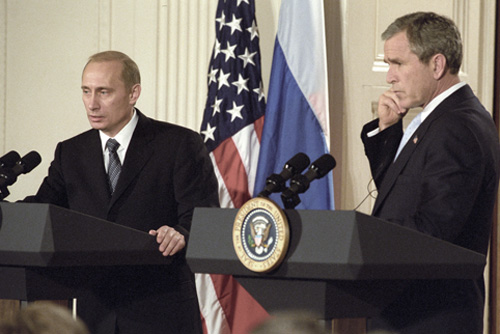
Вашингтон. Совместная пресс-конференция с Президентом США Джорджем Бушем по окончании российско-американских консультаций на высшем уровне. 2001 год

- 9−10 января — официальный визит в Баку (Азербайджан). Переговоры с президентом Азербайджана Гейдаром Алиевым. Посещение бакинского мемориального комплекса «Аллея шехидов». Выступление в Милли Меджлисе — парламенте Азербайджана. Встреча с лидером азербайджанских мусульман шейх-уль-исламом Гаджи Аллахшукюром Паша-заде и руководителями православной и иудейской конфессий Азербайджана[30].
- 8−11 февраля — визит в Австрию. Переговоры с президентом Австрии Томасом Клестилем и с федеральным канцлером Австрии Вольфгангом Шюсселем. Встречи с премьер-министром Словении Янезом Дрновшеком, с президентом Словакии Рудольфом Шустером, с президентом Латвии Вайрой Вике-Фрейбергой[31].
- 12 февраля — визит в Днепропетровск (Украина). Переговоры с президентом Украины Леонидом Кучмой[32].
- 27−28 февраля — государственный визит в Сеул (Республика Корея). Переговоры с президентом Южной Кореи Ким Дэ Чжуном. Встреча с премьер-министром Республики Корея Ли Хан Доном[33].
- 28 февраля−2 марта — официальный визит в Ханой (Вьетнам). Переговоры с президентом Вьетнама Чан Дык Лыонгом[34].
- 23 марта — визит в Стокгольм (Швеция). Участие в саммите глав государств и правительств стран Европейского союза. Встречи с королём Швеции Карлом XVI Густавом, с президентом Франции Жаком Шираком, с президентом Македонии Борисом Трайковским, с премьер-министром Великобритании Энтони Блэром[35].
- 24−25 мая — рабочий визит в Ереван (Армения). Участие в заседании Совета коллективной безопасности государств — участников Договора о коллективной безопасности. Встречи с президентом Казахстана Нурсултаном Назарбаевым, с президентом Кыргызстана Аскаром Акаевым, с президентом Таджикистана Эмомали Рахмоновым[36].
- 31 мая−1 июня — рабочий визит в Минск (Белоруссия). Участие в заседании Межгосударственного Совета Евразийского экономического сообщества. Встречи с президентом Азербайджана Гейдаром Алиевым, с президентом Армении Робертом Кочаряном, с президентом Украины Леонидом Кучмой, с президентом Казахстана Нурсултаном Назарбаевым, с президентом Молдавии Владимиром Ворониным, с президентом Грузии Эдуардом Шеварднадзе[37].
- 13−15 июня — рабочий визит в Шанхай (Китай). Участие во встрече глав государств «Шанхайского форума». Встреча с председателем КНР Цзян Цзэминем[38].
- 16 июня — визит в Любляну (Словения). Встреча с президентом США Джорджем Бушем[39].
- 16−17 июня — визит в Югославию. Переговоры с президентом Югославии Воиславома Коштуницей и премьер-министром Сербии Зораном Джинджичем[40].
- 20−22 июля — встреча глав государств и правительств G8 (Генуя, Италия)[41].
- 25 июля — неформальная встреча с президентом Белоруссии Александром Лукашенко и президентом Украины Леонидом Кучмой в Витебской области[42]
- 27−29 июля — рабочий визит на Украину[43].
- 23−24 августа — визит в Киев (Украина). Встречи с президентом Украины Леонидом Кучмой, с президентом Польши Александером Квасьневским, с президентом Македонии Борисом Трайковским[44].
- 1−3 сентября — официальный визит в Хельсинки и Турку (Финляндия). Переговоры с президентом Финляндии Тарьей Халонен[45].
- 14−15 сентября — официальный визит в Ереван (Армения). Переговоры с Президентом Армении Робертом Кочаряном. Встреча с Католикосом всех армян Гарегином II[46].
- 25−26 сентября — государственный визит в Берлин, Эссен, Дюссельдорф и Дрезден (Германия). Выступление Путина в Бундестаге. Переговоры с президентом ФРГ Йоханнесом Рау. Встречи с канцлером ФРГ Герхардом Шрёдером и председателем Совета министров Италии Сильвио Берлускони[47].
- 1−2 октября — официальный визит в Брюссель (Бельгия). Переговоры с премьер-министром Бельгии Ги Верхофстадтом. Встреча с королём Бельгии Альбертом II[48].
- 18−21 октября — встреча глав государств и правительств стран — членов форума АТЭС (Шанхай, КНР)[49].
- 22 октября — рабочий визит в Душанбе (Таджикистан). Встречи с президентом Таджикистана Эмомали Рахмоновым и президентом Афганистана Бурхануддином Раббани[50].
- 12−16 ноября — государственный визит в США. Переговоры с президентом США Джорджем Бушем. Встреча с руководством конгресса США. Присутствие на закрытом брифинге ЦРУ в Вашингтоне. Встреча с представителями общественно-политических и деловых кругов США. Выступление в Университете Райса. Встреча с бывшим президентом США Джорджем Бушем-старшим. Посещение средней школы городка Кроуфорд. Посещение места трагедии 11 сентября 2001 года. Выступление в прямом эфире радиостанции «Нэшнл паблик рэйдио». Встреча с Генеральным секретарём ООН Кофи Аннаном. Посещение Свято-Николаевского кафедрального собора в Нью-Йорке[51].
- 6−8 декабря — официальный визит в Грецию. Переговоры с президентом Греции Константиносом Стефанопулосом и премьер-министром Греции Константиносом Симитисом[52].
- 9 декабря — визит в Ганновер (Германия). Встреча с канцлером ФРГ Герхардом Шрёдером[53].
- 14 декабря — рабочий визит в Харьков (Украина). Встреча с президентом Украины Леонидом Кучмой. Посещение Харьковского государственного авиационного производственного предприятия. Участие в работе российско-украинского бизнес-форума[54].
- 21−22 декабря — визит в Великобританию. Встреча с премьер-министром Великобритании Энтони Блэром[55].

### 2002 год

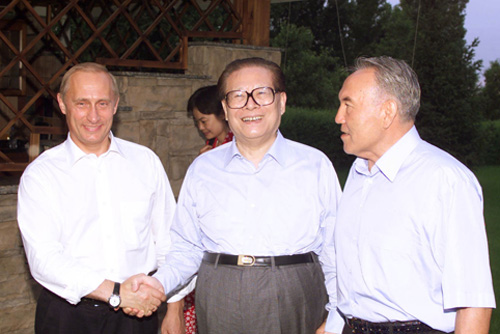
Алма-Ата. Путин вместе с председателем КНР Цзян Цзэминем и президентом Казахстана Нурсултаном Назарбаевым. 2002 год

- 15 января — визит во Францию. Переговоры с президентом Франции Жаком Шираком[56].
- 16−17 января — официальный визит в Польшу. Переговоры с президентом Польши Александером Квасьневским. Возложение венка к Могиле Неизвестного Солдата в Варшаве. Возложение цветов к памятнику солдатам, воевавшим в Армии Крайовой. Возложение венков к Обелиску советским воинам. Выступление на Втором экономическом форуме Польша-Россия. Посещение выставки «Польша — предложения для России»[57].
- 9−10 апреля — визит в Веймар (Германия). Российско-германские межгосударственные консультации. Встреча с участниками российско-германского форума общественности «Петербургский диалог». Осмотр достопримечательностей центра Веймара. Выступление на встрече с представителями деловых кругов России и Германии[58].
- 23−24 апреля — визит в Ашхабад (Туркменистана). Встреча глав прикаспийских государств[59].
- 28 мая — визит в Рим (Италия). Заседание Совета Россия—НАТО на уровне глав государств и правительств[60].
- 3−4 июня — визит в Алма-Ату (Казахстан). Встреча глав-государств и правительств стран-участниц Совещания по взаимодействию и мерам доверия в Азии[61].
- 26−28 июня — встреча глав государств и правительств стран G8 (Кананаскис, Канада)[62].
- 6 октября — поездка в Запорожье (Украина). Встреча с президентом Украины Леонидом Кучмой. Выступление на торжественном заседании, посвящённом 70-летию ДнепроГЭС. Встреча с руководителями авиапредприятий Украины и России[63].
- 6−7 октября — визит в Кишинёв (Молдавия). Саммит СНГ[64].
- 11 ноября — визит в Брюссель (Бельгия). Встреча на высшем уровне Россия—ЕС[65].
- 12 ноября — официальный визит в Осло (Норвегия). Встреча с канцлером Германии Герхардом Шрёдером и королём Норвегии Харальдом V. Возложение венка к Мемориалу советским воинам. Встреча с представителями норвежских деловых кругов[66].
- 27 ноября−3 декабря — официальный визит в Китай. Переговоры с председателем КНР Цзян Цзэминем. Выступление в Пекинском университете. Посещение участка «Бадалин» Великой Китайской стены[67].
- 3−5 декабря — официальный визит в Дели (Индия). Переговоры с премьер-министром Индии Аталом Бихари Ваджпаи. Встреча с представителями индийских деловых кругов[68].
- 5 декабря — официальный визит в Бишкек (Кыргызстан). Переговоры с президентом Кыргызстана Аскаром Акаевым[69].

### 2003 год

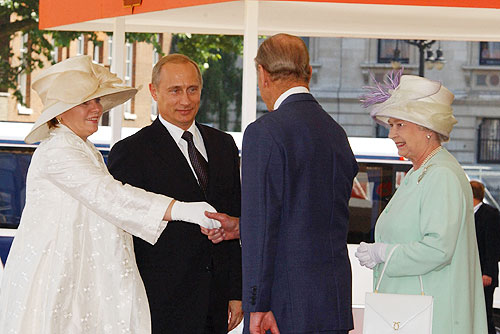
Великобритания. Владимир и Людмила Путины во время визита в Великобританию встречаются с королевой Великобритании Елизаветой II и принцем Филиппом. 2003 год

- 19−20 января — визит в Минск (Белоруссия). Заседание Высшего Государственного Совета Союзного государства России и Белоруссии[70].
- 27−29 января — рабочий визит в Киев (Украина). Участие в открытии Года России на Украине. Переговоры с президентом Украины Леонидом Кучмой. Вручение государственных наград России деятелям культуры и искусства Украины. Встреча с преподавателями и студентами Киевского национального университета имени Тараса Шевченко[71].
- 9 февраля — рабочий визит в Германию. Участие в торжественном открытии Российско-германских культурных встреч 2003—2004 годов. Встреча с канцлером ФРГ Герхардом Шрёдером[72].
- 10−12 февраля — государственный визит в Париж, Бордо и Сент-Эмильон (Франция). Переговоры с президентом Франции Жаком Шираком. Встреча с генеральным директором ЮНЕСКО Коитиро Мацуурой, с премьер-министром Франции Жан-Пьером Раффареном, с председателем Сената Франции Кристианом Понсле, с председателем Национального собрания Франции Жан-Луи Дебре. Посещение презентации российско-французской культурной акции, посвящённой 300-летию Санкт-Петербурга. Выступление в прямом эфире французского телеканала ТФ-1. Посещение авиационного предприятия «Талес Авионикс»[73].
- 28 февраля−3 марта — государственный визит в Болгарию. Встречи с президентом Болгарии Георгием Пырвановым, с премьер-министром Болгарии Симеоном Сакскобургготским, с Патриархом Болгарским и Митрополитом Софийским Максимом[74].
- 26−27 апреля — рабочая поездка в Таджикистан. Участие в заседании Межгосударственного совета Евразийского экономического сообщества. Встреча глав государств — участников Договора о коллективной безопасности. Посещение расквартированной в Таджикистане 201-ю мотострелковой дивизии[75].
- 30 апреля−4 мая — рабочая поездка на Украину. Встреча с президентом Украины Леонидом Кучмой[76].
- 1−3 июня — встреча глав государств и правительств стран G8 (Эвиан, Франция)[77].
- 24−26 июня — государственный визит в Лондон и Эдинбург (Великобритания). Встреча с королевой Великобритании Елизаветой II. Переговоры с премьер-министром Великобритании Энтони Блэром. Возложение венка к Мемориалу советским людям, павшим в годы Второй мировой войны. Встреча с лидером Консервативной партии Великобритании Ианом Дунканом Смитом, с лидером либеральных демократов Великобритании Чарльзом Кеннеди[78].
- 4−5 августа — официальный визит в Куала-Лумпур и Путраджайю (Малайзия). Встреча с Верховным главой Малайзии Туанку Сайедом Сираджуддином, с вице-премьером Малайзии Абдуллой Ахмадом Бадави. Переговоры с премьер-министром Малайзии Махатхиром Мохамадом. Участие в третьем Российско-малайзийском деловом форуме[79].
- 6 августа — рабочий визит в Самарканд (Узбекистан). Переговоры с президентом Узбекистана Исламом Каримовым[80].
- 29−30 августа — рабочий визит в Италию. Переговоры с председателем Совета министров Италии Сильвио Берлускони[81].
- 18−19 сентября — встреча глав государств СНГ[82]
- 24−28 сентября — рабочий визит в Нью-Йорк и Кэмп-Дэвид (США). Встречи с президентом Франции Жаком Шираком, с канцлером ФРГ Герхардом Шрёдером, с президентом Эстонии Арнольдом Рюйтелем, с Генеральным секретарём ООН Кофи Аннаном, с премьер-министром Индии Аталом Бихари Ваджпаи, с первоиерархом Русской православной церкви за рубежом митрополитом Лавром. Переговоры с президентом США Джорджем Бушем. Выступление на открытии 58-й сессии Генеральной Ассамблеи ООН[83].
- 16−17 октября — рабочий визит в Малайзию. Выступление на саммите Организации Исламская конференция. Встречи с президентом Афганистана Хамидом Карзаем, с эмиром Катара шейхом Хамадом бен Халифой Аль Тани, с президентом Пакистана Первезом Мушаррафом, с президентом Ирана Мохаммадом Хатами, с королём Марокко Мохаммедом VI, с премьер-министром Малайзии Махатхиром Мохамадом, с премьер-министром Ливана Рафиком Харири, с президентом Турции Ахметом Недждетом Сезером[84].
- 19−22 октября — государственный визит в Бангкок (Таиланд). Участие во встрече глав государств и правительств стран-участниц форума АТЭС. Встречи с королём Таиланда Пумипоном Адульядетом и с премьер-министром Таиланда Таксином Чинаватом[85].
- 23 октября — рабочий визит в Кыргызстан. Встреча с президентом Кыргызстана Аскаром Акаевым. Участие в открытии российской военной авиабазы вблизи киргизского города Кант. Выступление на инвестиционном форуме «Россия-Кыргызстан»[86].
- 4−6 ноября — государственный визит в Италию и Ватикан. Встреча на высшем уровне Россия—ЕС. Встречи с президентом Италии Карло Адзельо Чампи, с Папой Римским Иоанном Павлом II, с председателем Совета министров Италии Сильвио Берлускони. Возложение венка к памятнику Алтарь Отечества в Риме[87].
- 7 ноября — рабочий визит в Париж (Франция). Переговоры с президентом Франции Жаком Шираком[88].
- 14−15 декабря — поездка в Баку (Азербайджан). Участие в церемонии прощания с Гейдаром Алиевым. Встреча с президентом Азербайджана Ильхамом Алиевым, с исполняющей обязанности президента Грузии Нино Бурджанадзе, с президентом Украины Леонидом Кучмой, с президентом Казахстана Нурсултаном Назарбаевым[89].
- 24 декабря — рабочий визит на Украину. Встреча с президентом Украины Леонидом Кучмой[90].

### 2004 год
- 9−10 января — официальный визит в Астану (Казахстан). Переговоры с президентом Казахстана Нурсултаном Назарбаевым[91].
- 23−24 января — рабочий визит в Киев (Украина). Переговоры с президентом Украины Леонидом Кучмой. Встреча с иерархами православных церквей России и Украины[92].
- 22−23 апреля — рабочий визит в Ялту и Алушту. Встреча с президентом Украины Леонидом Кучмой. Обмен грамотами о ратификации Договора о российско-украинской государственной границе и Договора о сотрудничестве в использовании Азовского моря и Керченского пролива. Участие в российско-украинской конференции представителей высших законодательных органов власти[93].

## Второй президентский срок (2004—2008)

### 2004 год
- 22−24 мая — визит в Ялту. Участие во встрече глав государств — участников Соглашения о формировании Единого экономического пространства[94]. Встреча с президентом Казахстана Нурсултаном Назарбаевым[95]. Встреча с президентом Белоруссии Александром Лукашенко[96]. Встреча с президентом Украины Леонидом Кучмой[97] Первый зарубежный визит после вступления в должность главы государства.
- 6 июня — визит во Францию по случаю празднования 60-летия высадки союзников в Нормандии[98].
- 7−8 июня — визит в Мехико (Мексика). Встреча с президентом Висенте Фоксом Кесадой[99].
- 8−11 июня — встреча глав государств и правительств G8 (о. Си-Айленд, штат Джорджия, США)[100]. Встреча с президентом США Джорджем Бушем, премьер-министром Великобритании Тони Блэром, Канцлером Германии Герхардом Шрёдером, председателем Совета Министров Италии Сильвио Берлускони, президентом Франции Жаком Шираком, премьер-министром Японии Дзюнъитиро Коидзуми и премьер-министром Канады Полом Мартином.
- 16−17 июня — рабочий визит в Узбекистан. Участие во встрече глав государств ШОС[101].
- 17−19 июня — рабочий визит в Астану и Алма-Ату (Казахстан). Встреча с президентом Казахстана Нурсултаном Назарбаевым[102].
- 27 июня — рабочий визит на Украину[103].
- 1 июля — визит в Минск (Белоруссия). 60-летие освобождения Белоруссии[104].
- 10 июля — визит в Австрию[105].
- 26 июля — рабочая поездка на Украину[106].
- 15 сентября — совет глав государств — участников Соглашения о формировании Единого экономического пространства (Астана, Казахстан).
- 16 сентября — визит в Астану (Казахстан). Встреча глав государств СНГ[107].
- 14−16 октября — официальный визит в Китай. Встреча в Пекине с председателем КНР Ху Цзиньтао и встреча в Сиане с вице-премьером Госсовета КНР У И, подписание совместных документов о разграничении границы с Китаем в районе Хабаровска[108].
- 16−17 октября — официальный визит в Таджикистан. Встреча с президентом Эмомали Рахмоновым[109].
- 18 октября — визит в Душанбе (Таджикистан). Совет глав государств организации Центрально-Азиатское сотрудничество.
- 26−28 октября — рабочий визит в Киев (Украина). Встреча с президентом Украины Леонидом Кучмой[110].
- 12 ноября — рабочий визит на Украину. Встреча с президентом Украины Леонидом Кучмой[111].
- 19−21 ноября — официальный визит в Сантьяго (Чили) (встреча с президентом Чили Рикардо Лагосом и председателями Сената и Палаты депутатов Национального конгресса Чили Эрнаном Лараином и Пабло Лоренсини). Встреча глав государств и правительств — членов форума АТЭС[112].
- 21−22 ноября — официальный визит в Бразилию. Встреча с президентом Луишем Игнасиу Лула да Силвой[113].
- 23 ноября — рабочий визит в Лиссабон (Португалия). Встреча с премьер-министром Педру Сантаной Лопешем[114].
- 25 ноября — визит в Гаагу (Нидерланды). Встреча на высшем уровне Россия — Европейский союз[115].
- 3−5 декабря — официальный визит в Индию. Встреча с президентом Абдулом Каламом и премьер-министром Манмоханом Сингхом[116].
- 5−6 декабря — официальный визит в Анкару (Турция). Встреча с президентом Турции Ахметом Недждетом Сезером[117].
- 20−21 декабря — визит в Германию. Встреча с канцлером Герхардом Шрёдером[118].

### 2005 год
- 12 января — визит в Казахстан. Встреча с президентом Казахстана Нурсултаном Назарбаевым[119].
- 27−28 января — визит в Краков (Польша). Участие в церемонии, посвящённой 60-летию освобождения Освенцима[120].
- 24−25 февраля — официальный визит в Братиславу (Словакия). Встреча с президентом США Джорджем Бушем[121].
- 18 марта — рабочий визит во Францию. Переговоры с президентом Франции Жаком Шираком. Встречи с канцлером Германии Герхардом Шрёдером и премьер-министром Испании Хосе Луисом Родригесом Сапатеро[122].
- 19 марта — рабочий визит на Украину. Встречи с президентом Виктором Ющенко, председателем Верховного Совета Владимиром Литвиным, председателем Кабинета министров Юлией Тимошенко и митрополитом Киевским и всея Украины Владимиром[123].
- 24−25 марта — рабочий визит в Ереван (Армения). Переговоры с президентом Армении Робертом Кочаряном. Встреча с Католикосом всех армян Гарегином II[124].
- 10−11 апреля — рабочий визит в Ганновер (Германия). Встреча с канцлером Германии Герхардом Шрёдером[125].
- 26−27 апреля — рабочий визит в Каир (Египет). Встреча с президентом Египта Хосни Мубараком[126].
- 27−29 апреля — рабочие визиты в Государство Израиль и на территории Палестинской автономии. Встречи с премьер-министром Израиля Ариэлем Шароном и руководителем Палестинской национальной администрации Махмудом Аббасом[127].
- 2 июня — визит в Казахстан. Участие в праздновании 50-летия космодрома Байконур[128].
- 5−6 июля — визит в Астану (Казахстан). Встреча глав государств ШОС[129].
- 6−8 июля — встреча глав государств и правительств G8 (Глениглс, Шотландия, Великобритания)[129].
- 1−2 августа — визит в Финляндию. Встреча с президентом Финляндии Тарьей Халонен[130].
- 8 сентября — визит в Берлин (Германия). Встреча с канцлером Германии Герхардом Шрёдером[131].
- 8−9 сентября — визит в Грецию. Посещение Святой Горы Афон[132].
- 14−17 сентября — рабочий визит в США. Участие в юбилейной сессии Генеральной Ассамблеи ООН[133].
- 3 октября — официальный визит в Брюссель (Бельгия). Встречи с королём Бельгии Альбертом II и премьер-министром Бельгии Ги Верхофстадтом[134]
- 4−5 октября — визит в Лондон (Великобритания). Переговоры с премьер-министром Великобритании Энтони Блэром[135].
- 1−2 ноября — государственный визит в Нидерланды. Переговоры с премьер-министром Нидерландов Яном Петером Балкененде[136].
- 17−18 ноября — рабочий визит в Турцию. Официальное открытие газопровода «Голубой поток»[137].
- 18−19 ноября — визит в Пусан (Республика Корея). Участие в саммите АТЭС[138].
- 20−22 ноября — официальный визит в Токио (Япония)[139]. Встреча с Императором вместо запланированных 60 минут продолжалась лишь 30.

### 2006 год
- 11−13 января — официальный визит в Астану (Казахстан). Присутствие на церемонии инаугурации президента Казахстана Нурсултана Назарбаева. Встречи с президентом Афганистана Хамидом Карзаем и президентом Украины Виктором Ющенко[140].
- 8−9 февраля — государственный визит в Мадрид (Испания). Государственный приём у короля Испании Хуана Карлоса I и Королевы Софии. Переговоры с председателем правительства Испании Хосе Луисом Родригесом Сапатеро[141]
- 21−22 февраля — визит в Баку (Азербайджан)[142].
- 28 февраля−1 марта — официальный визит в Будапешт (Венгрия). Встреча с президентом Венгрии Ласло Шойомом[143].
- 1−2 марта — официальный визит в Прагу (Чехия). Переговоры с президентом Чехии Вацлавом Клаусом[144].
- 10 марта — официальный визит в Алжир. Переговоры с президентом Алжира Абдельазизом Бутефликой[145].
- 21−22 марта — официальный визит в Китай. Участие в Российско-китайском экономическом форуме. Посещение монастыря Шаолинь. Переговоры с председателем КНР Ху Цзиньтао[146].
- 16−18 июня — рабочий визит в Казахстан. Участие во Втором саммите Совещания по взаимодействию и мерам доверия в Азии (СВМДА). Встречи с президентом Азербайджана Ильхамом Алиевым, с президентом Казахстана Нурсултаном Назарбаевым, с председателем КНР Ху Цзиньтао, с исполняющим обязанности премьер-министра Таиланда Таксином Чинаватом, с президентом Афганистана Хамидом Карзаем[147].
- 23 июня — рабочий визит в Минск (Белоруссия). Участие в сессии Совета коллективной безопасности ОДКБ[148].
- 4 сентября — визит в Афины (Греция). Встречи с президентом Греции Каролосом Папульясом, с президентом Болгарии Георгием Пырвановым, с премьер-министром Греции Константиносом Караманлисом[149].
- 5−6 сентября — официальный визит в Кейптаун (ЮАР). Переговоры с президентом ЮАР Табо Мбеки[150].
- 7 сентября — официальный визит в Касабланку (Марокко). Встреча с королём Марокко Мухаммедом VI[151].
- 22−23 сентября — визит в Париж и Компьень (Франция). Переговоры с президентом Франции Жаком Ширакои и канцлером Германии Ангелой Меркель[152].
- 3 октября — визит в Уральск (Казахстан). Форум приграничных регионов России и Казахстана[153].
- 10−11 октября — рабочий визит в Германию[154].
- 20 октября — визит в Лахти (Финляндия). Неформальный саммит Россия—ЕС[155].
- 18−20 ноября — официальный визит во Вьетнам. Переговоры с президентом Вьетнама Нгуен Минь Чиетом[156].
- 23−24 ноября — визит в Финляндию. Переговоры с президентом Финляндии Тарьей Халонен[157].
- 28 ноября — рабочий визит в Минск (Белоруссия). Участие в заседании Совета глав государств СНГ[158].
- 22 декабря — рабочий визит в Киев (Украина). Участие в первом заседании Российско-Украинской межгосударственной комиссии. Встреча с премьер-министром Украины Виктором Януковичем[159].

### 2007 год

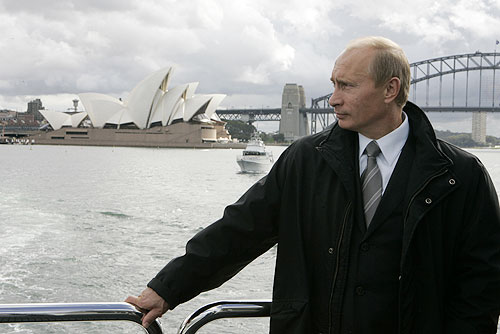
Сидней. Владимир Путин во время визита в Австралию: прогулка по Сиднейскому заливу. 2007 год

- 25−26 января — официальный визит в Нью-Дели (Индия). Решено расширять сотрудничество двух стран в сфере мирного использования атомной энергии, по совместному строительству объектов добычи и транспортировки нефти и природного газа на территории Индии и в прилегающих районах[160].
- 10 февраля — рабочий визит в Мюнхен (Германия). Участие в 43-й Мюнхенской конференции по вопросам политики безопасности[161].
- 11−12 февраля — официальный визит в Эр-Рияд (Саудовская Аравия)[162]. Подписан ряд двусторонних документов о сотрудничестве в торгово-экономической, гуманитарной и информационной сферах.
- 12 февраля — официальный визит в Катар[163].
- 13 февраля — официальный визит в Амман (Иордания)[164]. Принято Совместное заявление о дальнейшем углублении отношений дружбы и сотрудничества между двумя странами и подписан ряд двусторонних документов. Президенту показали источник Иоанна Крестителя и он омыл руки в водах Иордана, также посетил православную церковь святого Иоанна Предтечи.
- 13−14 марта — рабочий визит в Рим и Бари (Италия)[165]. Подписание нескольких договоров и соглашений . Первая встреча Главы России с Папой Римским Бенедиктом XVI и 3-й визит Путина в Ватикан.
- 15 марта — рабочий визит в Афины (Греция). Подписание Договора о Трансбалканском нефтепроводе Бургас—Александруполис[166].
- 10 мая — официальный визит в Астану (Казахстан)[167]. Утверждён план совместных действий на 2007—2008 годы. Подписаны соглашения о создании Международного центра по обогащению урана и об открытии отделений торговых представительств.
- 10−11 мая — официальный визит в Ашхабад (Туркменистан)[168]. Основными темами переговоров стали вопросы сотрудничества России и Туркменистана в энергетике, торговле и гуманитарной сфере.
- 23−24 мая — официальный визит в Вену (Австрия)[169] и официальный визит в Люксембург[170].
- 6−8 июня — рабочий визит в Германию[171]. Саммит G8.
- 24 июня — рабочий визит в Хорватию[172].
- 25 июня — рабочий визит в Турцию. Встреча глав государств и правительств стран — членов Черноморского экономического сотрудничества[173].
- 1−2 июля — визит в США (Портсмут, Мэн, Кеннебанкпорт, Уолкерс-Пойнт)[174].
- 3−4 июля — рабочий визит в Гватемалу[175].
- 15−16 августа — рабочий визит в Кыргызстан[176]. Встреча глав государств ШОС.
- 6 сентября — официальный визит в Индонезию[177].
- 7−9 сентября — официальный визит в Сидней (Австралия)[178].
- 10 сентября — официальный визит в Абу-Даби (Объединённые Арабские Эмираты)[179].
- 5−6 октября — рабочий визит в Душанбе (Таджикистан)[180]. Заседание Совета глав государств СНГ.
- 14−15 октября — визит в Хаттенхайм и Висбаден (Германия). Российско-германские межгосударственные консультации. Российско-германский форум общественности «Петербургский диалог»[181].
- 16 октября — визит в Тегеран (Иран)[182]. Второй Каспийский саммит.
- 25−26 октября — визит в Португалию[183].
- 13−14 декабря — официальный визит в Белоруссию. Заседание Высшего Государственного Совета Союзного государства России и Белоруссии[184].

### 2008 год
- 17−18 января — официальный визит в Софию (Болгария). Участие в церемонии открытия Года России в Болгарии. Переговоры с президентом Болгарии Георгием Пырвановым. Посещение кафедрального собора Святого Александра Невского. Встреча с председателем Народного собрания Болгарии Георгием Пиринским, с премьер-министром Болгарии Сергеем Станишевым. Возложение венка к памятнику российскому императору Александру II. Посещение Национального военно-исторического музея[185].
- 4 апреля — визит в Бухарест (Румыния). Участие в заседании Совета Россия—НАТО[186][187].
- 16−17 апреля — рабочий визит в Ливию. Переговоры с ливийским лидером Муаммаром Каддафи[188].
- 17−18 апреля — визит в Италию. Переговоры с премьер-министром Италии Сильвио Берлускони[189].

## Третий президентский срок (2012—2018)

### 2012 год
- 31 мая — 1 июня — официальный визит в Белоруссию[190]. Первый зарубежный визит после вступления в должность главы государства.
- 1 июня — рабочий визит в Германию[191].
- 1 июня — рабочий визит во Францию, состоялись переговоры Владимира Путина с президентом Франции Франсуа Олландом[192].
- 4 июня — официальный визит в Ташкент (Узбекистан)[193].
- 6−7 июня — государственный визит в Китай на саммит ШОС[194].
- 7−8 июня — официальный визит в Астану (Казахстан)[195]. Переговоры с президентом Казахстана Нурсултаном Назарбаевым.
- 18 июня — саммит G-20 в Мексике[196].
- 25—26 июня — командировка в Израиль[197], Палестинскую национальную администрацию[198] и Иорданию[199].
- 12 июля — визит на Украину[200].
- 2 августа — визит в Лондон (Великобритания)[201]. Встреча с премьер-министром Великобритании Дэвидом Кэмероном и посещение финала соревнований по дзюдо на Олимпийских играх.
- 19 сентября — визит в Павлодар (Казахстан)[202]. Форум межрегионального сотрудничества России и Казахстана.
- 19−20 сентября — официальный визит в Кыргызстан[203].
- 5 октября — официальный визит в Душанбе (Таджикистан). Российско-таджикистанские переговоры. Встреча с личным составом 201-й российской военной базы[204].
- 3 декабря — однодневная поездка в Стамбул (Турция). Встреча с премьер-министром Турции Реджепом Тайипом Эрдоганом. Участие в заседании российско-турецкого Совета сотрудничества высшего уровня[205].
- 5 декабря — рабочий визит в Ашхабад (Туркменистан). Участие в заседании Совета глав государств Содружества Независимых Государств[206].
- 24 декабря — официальный визит в Нью-Дели (Индия). Переговоры с премьер-министром Индии Манмоханом Сингхом. Встреча с президентом Индии Пранабом Мукерджи, с председателем партии «Индийский национальный конгресс» Соней Ганди, с лидером оппозиции Сушмой Сварадж[207].

### 2013 год
- 26−27 марта — визит в ЮАР. Саммит БРИКС[208].
- 7−8 апреля — рабочий визит в Германию[209] и Нидерланды[210]. В связи с приездом Путина активистки «Femen» устроили акцию на выставке в Ганновере.
- 25 июня — рабочий визит в Финляндию. Обсуждались вопросы о мировой экономике, ситуации вокруг бывшего агента ЦРУ Сноудена, правах сексменьшинств и другие темы[211].
- 28 мая — визит в Бишкек (Кыргызстан). Неформальный саммит ОДКБ[212].
- 29 мая — визит в Астану (Казахстан). Заседание Высшего Евразийского экономического совета[213].
- 16−18 июня — визит в Великобританию[214]. Саммит G8.
- 7 июля — визит в Казахстан[215].
- 27−28 июля — рабочий визит на Украину[216]. Участие в мероприятиях, посвящённых 1025-летию Крещения Руси.
- 13−14 августа — рабочий визит в Азербайджан. Был подписан ряд договоров о взаимном сотрудничестве.
- 25 августа — рабочий визит в Абхазию[217].
- 7−8 октября — визит на остров Бали (Индонезия). Саммит АТЭС. Участие в рабочих заседаниях лидеров экономик форума. Ряд двусторонних встреч[218].
- 24−25 октября — саммиты Евразийского экономического совета и СНГ в Минске[219].
- 12 ноября — официальный визит во Вьетнам[220].
- 13 ноября — официальный визит в Республику Корея[221].
- 25−26 ноября — рабочий визит в Ватикан и Италию[222].
- 2 декабря — государственный визит в Армению[223].

### 2014 год

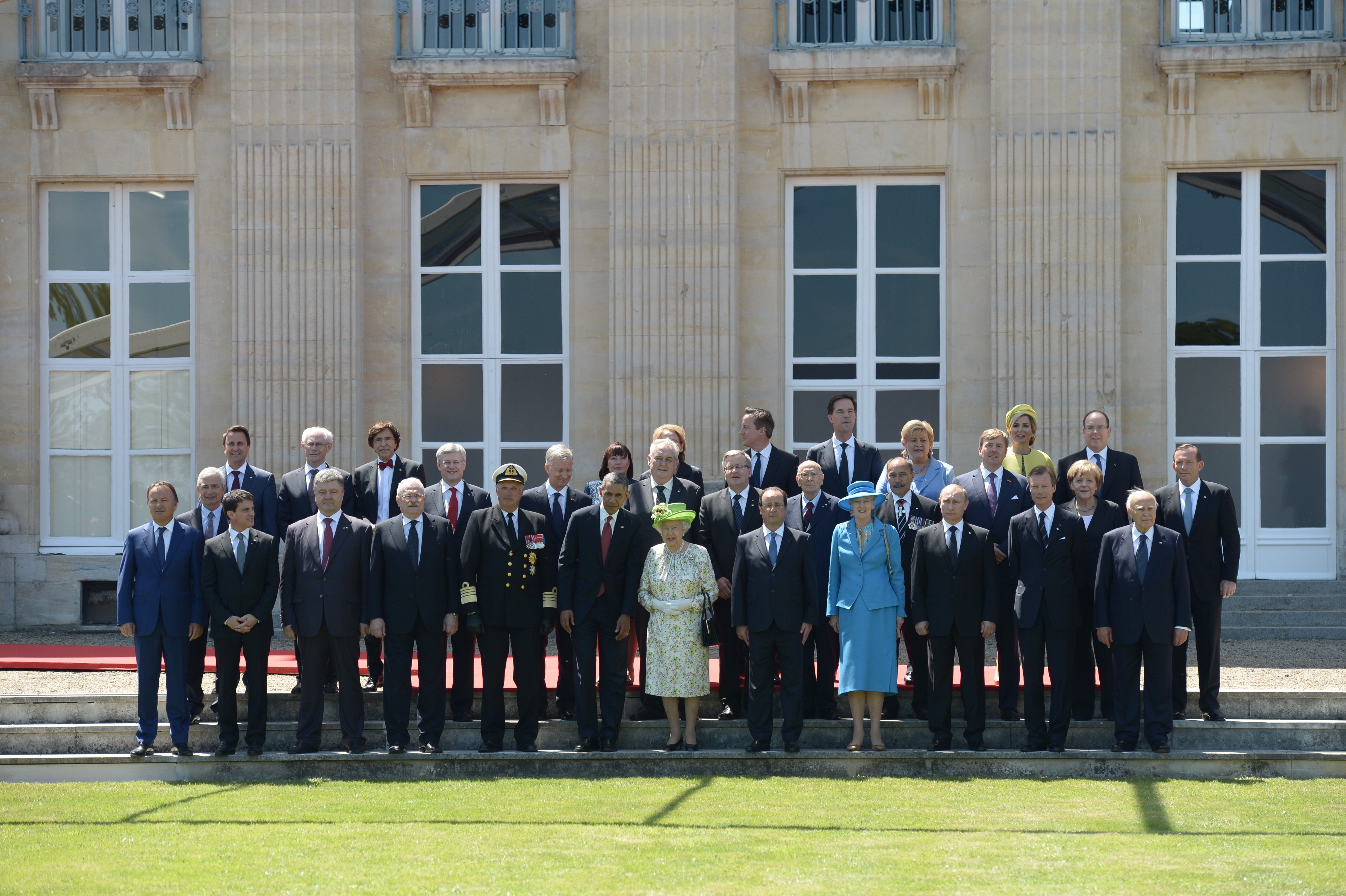
Мировые лидеры 6 июня 2014 года в Нормандии на праздновании 70-й годовщины высадки союзников.

- 28 января — визит в Бельгию. Саммит Россия — Европейский союз[224].
- 29 апреля — визит в Минск (Белоруссия). Заседание Высшего Евразийского экономического совета[225].
- 20—21 мая — официальный визит в Китай[226] на совещание по взаимодействию и мерам доверия в Азии.
- 25 мая — частный визит в Минск (Белоруссия) на финал чемпионата мира по хоккею[227].
- 29 мая — официальный визит в Астану (Казахстан). Образование Евразийского экономического совета[228].
- 5−6 июня — официальный визит во Францию. Участие в торжествах по случаю 70-летия высадки десанта союзников в Нормандии. Встреча с канцлером Германии Ангелой Меркель, президентами Франции Франсуа Олландом и Украины Петром Порошенко[229].
- 24 июня — официальный визит в Австрию[230].
- 1 июля — визит в Белоруссию. Празднование 70-й годовщины освобождения Белоруссии от немецко-фашистских захватчиков[231].
- 11 июля — официальный визит на Кубу. Встреча с Раулем и Фиделем Кастро[232].
- 12 июля — визит в Никарагуа. Переговоры с президентом Даниелем Ортегой[233].
- 13 июля — официальный визит в Аргентину. Переговоры с президентом Кристиной Киршнер[234].
- 13−16 июля — официальный визит в Рио-де-Жанейро, Форталезу и Бразилиа (Бразилия). Посещение финала Чемпионата мира по футболу. Участие в саммите БРИКС в Бразилии[235].
- 26−27 августа — официальный визит в Минск (Белоруссия). Переговоры с лидерами Евразийского Союза, ЕС, президентом Украины[236].
- 3 сентября — официальный визит в Улан-Батор (Монголия). Переговоры с президентом Монголии Цахиагийн Элбэгдорж[237].
- 11−12 сентября — официальный визит в Душанбе (Таджикистан). Участие в саммите ШОС[238].
- 30 сентября — визит в Атырау (Казахстан). XI Форум межрегионального сотрудничества двух стран[239].
- 10 октября — рабочий визит в Минск (Белоруссия). Заседание совета глав государств СНГ[240].
- 16 октября — официальный визит в Белград (Сербия). Переговоры с президентом Сербии Томиславом Николичем и премьер-министром Александром Вучичем[241].
- 16−17 октября — визит в Милан (Италия). Участие в форуме «Азия—Европа» (ACEM)[242].
- 9−11 ноября — визит в Пекин (Китай). Участие в форуме АТЭС. Переговоры с президентом Чили Мишель Бачелет, с председателем Китая Си Цзиньпином, с премьер-министром Японии Синдзо Абэ, с президентом Индонезии Джоко Видодо, с премьер-министром Малайзии Наджибом Радзаком, с главой МВФ Кристин Лагард[243].
- 15−16 ноября — визит в Брисбен (Австралия). Участие в саммите G20. Встреча глав государств и правительств стран БРИКС. Переговоры с председателем Совета министров Италии Матео Ренци, с участниками Профсоюзного саммита «Группы двадцати», с премьер-министром Великобритании Дэвидом Кэмероном, с президентом Франции Франсуа Олландом, с канцлером ФРГ Ангелой Меркель и главой Еврокомиссии Жан-Клодом Юнкером. Всего в ходе Восточного турне в Пекине, Брисбене и Владивостоке Путин провёл 18 официальных встреч[244].
- 1 декабря — государственный визит в Анкару (Турция). Участие в заседании Совета сотрудничества высшего уровня между Россией и Турцией. Встреча с президентом Турции Реджепом Тайипом Эрдоганом и премьер-министром Ахметом Давутоглу[245].
- 10 декабря — официальный визит в Ташкент (Узбекистан). Встреча с президентом Узбекистана Исламом Каримовым[246].
- 10−11 декабря — официальный визит в Нью-Дели (Индия). Беседа с премьер-министром Индии Нарендрой Моди. Участие в работе Международной алмазной конференции, Встреча с председателем партии «Индийский национальный конгресс» Соней Ганди. Во встрече также принял участие бывший премьер-министр Индии Манмохан Сингх[247].

### 2015 год

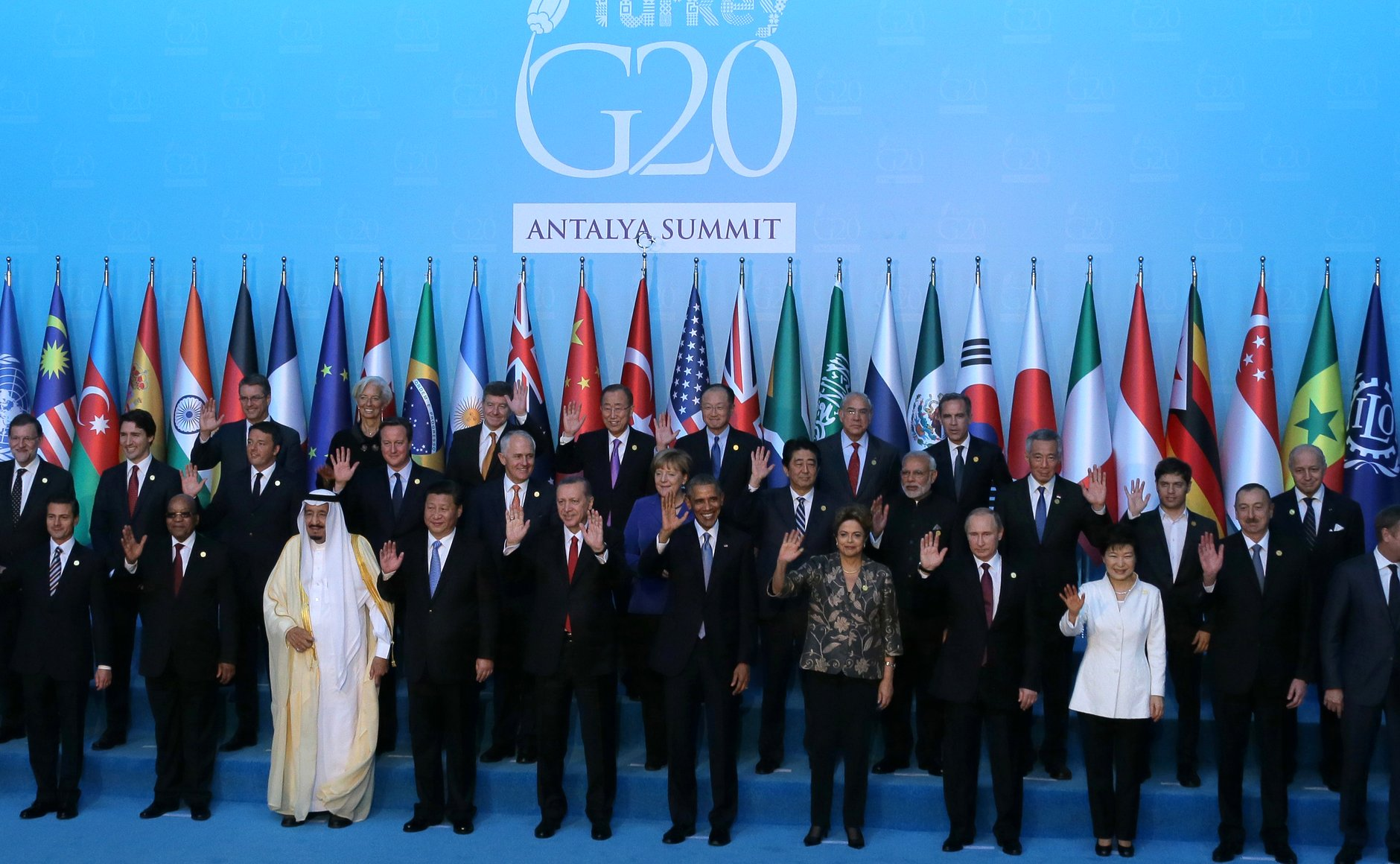
Мировые лидеры 15 ноября 2015 года в Анталье на Саммите G-20 (2015).

- 9−10 февраля — государственный визит в Каир (Египет). Встреча с Патриархом Александрийским и всея Африки Феодором II. Встреча с президентом Египта Абдул-Фаттахом Ас-Сиси[248].
- 11−12 февраля — рабочий визит в Минск (Белоруссия). Участие в переговорах в «нормандском формате» с лидерами Германии Ангелой Меркель, Франции Франсуа Олландом и Украины Петром Порошенко[249].
- 17 февраля — рабочий визит в Будапешт (Венгрия). Переговоры с премьер-министром Венгрии Виктором Орбаном и встреча с президентом Венгрии Яношем Адером[250].
- 19−20 марта — рабочий визит в Астану (Казахстан). Встреча с президентом Казахстана Нурсултаном Назарбаевым, президентом Белоруссии Александром Лукашенко[251].
- 24 апреля — рабочий визит в Ереван (Армения). Участие в мероприятиях в память о 100-летии геноцида армян в Османской империи. Состоялись встречи с президентом Армении Сержем Саргсяном и с президентом Франции Франсуа Олландом[252].
- 10 июня — рабочий визит в Милан и Рим (Италия). Состоялись встречи с премьер-министром Маттео Ренци и президентом Италии Серджо Маттареллой. Принял участие в открытии дня России на всемирной промышленной выставке Экспо-2015[253].
- 10 июня — рабочий визит в Ватикан. Встреча с папой Франциском[253].
- 12−13 июня — рабочий визит в Баку (Азербайджан). Участие в церемонии открытия первых Европейских игр 2015 года. Встреча с президентом Турции Реджепом Тайипом Эрдоганом и с президентом Азербайджана Ильхамом Алиевым[254].
- 2−3 сентября — официальный визит в Пекин (Китай). Участие в мероприятиях в память о 70-летии окончания Второй Мировой войны. Встречи с премьером Государственного совета Китайской Народной Республики Ли Кэцяном, с президентом Республики Казахстан Нурсултаном Назарбаевым, с президентом Чешской Республики Милошем Земаном, с президентом Лаосской Народно-Демократической Республики Тюммали Сайнясоном и президентом Боливарианской Республики Венесуэла Николасом Мадуро. Присутствовал на военном параде, посвящённом 70-й годовщине победы Китая в войне сопротивления Японии и окончанию Второй мировой войны. Состоялись переговоры с председателем КНР Си Цзиньпином[255].
- 14−15 сентября — рабочая поездка в Душанбе (Таджикистан). Участие в очередной сессии Совета коллективной безопасности ОДКБ. Переговоры с президентом Таджикистана Эмомали Рахмоном и с президентом Кыргызстана Алмазбеком Атамбаевым[256].
- 28 сентября — рабочий визит в Нью-Йорк (США). Выступил с речью на 70-й Генеральной Ассамблее ООН. Переговоры с генеральным секретарём ООН Пан Ги Муном, с председателем Государственного совета и Совета министров Кубы Раулем Кастро, провёл краткую беседу с премьер-министром Ирака Хайдаром Абади. Беседы с генеральным секретарём НАТО Йенсом Столтенбергом, королём Саудовской Аравии Салманом ибн Абдул-Азизом Аль Саудом, премьер-министром Турции Ахметом Давутоглу, президентом Ирана Хасаном Рухани. Встречи с премьер-министром Японии Синдзо Абэ, с президентом США Бараком Обамой[257].
- 2 октября — рабочий визит в Париж (Франция) на саммит «Нормандской четвёрки». В Елисейском дворце состоялась встреча с президентом Франции Франсуа Олландом и с канцлером Германии Ангелой Меркель[258].
- 14−16 октября — государственный визит в Астану (Казахстан). Встреча с президентом Республики Казахстан Нурсултаном Назарбаевым, участие в заседании совета глав государств СНГ и Высшего Евразийского экономического совета. Состоялась встреча с президентом Белоруссии Александром Лукашенко[259].
- 15−16 ноября — визит в Анталью (Турция). Участие в саммите G20. Неформальная встреча лидеров государств — участников объединения БРИКС. Встречи с председателем КНР Си Цзиньпином, с директором-распорядителем Международного валютного фонда Кристин Лагард, с премьер-министром Японии Синдзо Абэ, с канцлером Германии Ангелой Меркель, с президентом Турции Реджепом Тайипом Эрдоганом, с премьер-министром Италии Маттео Ренци, с премьер-министром Великобритании Дэвидом Кэмероном, с королём Саудовской Аравии Сальманом Бен Абдель Азизом Аль Саудом[260].
- 23 ноября — рабочий визит в Тегеран (Иран). Беседа с Верховным руководителем Ирана Али Хаменеи. Участие во встрече глав государств и правительств стран — участниц Форума стран — экспортёров газа. Встречи с президентом Туркменистана Гурбангулы Бердымухамедовым, с президентом Венесуэлы Николасом Мадуро, с президентом Боливии Эво Моралесом. Переговоры с президентом Ирана Хасаном Рухани[261].
- 30 ноября — рабочий визит в Париж (Франция). Участие в работе 21-й Конференции стран — участниц Рамочной конвенции ООН по вопросам изменения климата и 11-го Совещания сторон Киотского протокола. Встречи с президентом США Бараком Обамой за закрытыми дверями, с председателем КНР Си Цзиньпином, с канцлером Германии Ангелой Меркель и председателем Европейской комиссии Жан-Клод Юнкером, с премьер-министром Израиля Биньямином Нетаньяху, с президентом Перу Ольянтой Умалой, с президентом Республики Корея Пак Кын Хе[262].

### 2016 год
- 25 февраля — рабочий визит в Минск (Белоруссия). Встреча с президентом Белоруссии Александром Лукашенко. Участие в заседании Высшего Государственного Совета Союзного государства России и Белоруссии[263].
- 27−28 мая — официальный визит в Афины (Греция). Встреча с президентом Греции Прокописом Павлопулосом, с премьер-министром Греции Алексисом Ципрасом. Посетил Музей византийского и христианского искусства Афин и присутствовал на церемонии открытия выставки иконы Андрея Рублёва «Вознесение». Встретился с председателем крупнейшей оппозиционной партии Греции «Новая демократия» Кириакосом Мицотакисом. В Карее, административном центре Афона, вместе с протоэпистатом Святой Горы отцом Павлом и братией глава Российского государства присутствовал на молебне в храме Успения Пресвятой Богородицы, встретился с членами Священного Кинота, посетил Русский на Афоне Свято-Пантелеимонов монастырь[264].
- 30−31 мая — рабочий визит в Астану (Казахстан). Участие в заседании Высшего Евразийского экономического совета. Двусторонняя встреча с президентом Казахстана Нурсултаном Назарбаевым[265].
- 8 июня — рабочий визит в Минск (Белоруссия). Переговоры с президентом Белоруссии Александром Лукашенко. Участие в пленарном заседании III Форума регионов России и Белоруссии, ознакомился с экспозицией выставки «Белагро-2016»[266].
- 23−24 июня — рабочий визит в Ташкент (Узбекистан). Трёхсторонняя встреча с председателем КНР Си Цзиньпином и президентом Монголии Цахиагийн Элбэгдоржем, встреча с президентом Узбекистана Исламом Каримовым. Встреча с премьер-министром Индии Нарендрой Моди. Участие в заседании Совета глав государств — членов ШОС, приуроченном к 15-летию создания[267].
- 24−25 июня — официальный визит в Пекин (Китай). Встречи с председателем Постоянного комитета Всекитайского собрания народных представителей КНР Чжан Дэцзяном, с премьером Государственного совета КНР Ли Кэцяном, с председателем КНР Си Цзиньпином[268].
- 1 июля — рабочий визит в Наантали (Финляндия). Переговоры с президентом Финляндии Саули Ниинистё[269].
- 30 июля — рабочий визит в Любляну (Словения). Вместе с президентом Словении Борутом Пахором принял участие в мемориальной церемонии по случаю 100‑летия возведения у перевала Вршич русской часовни в память о русских воинах, погибших в этих местах в годы Первой мировой войны, открыли памятник русским и советским воинам, погибшим на территории Словении в годы Первой и Второй мировых войн. Переговоры с президентом Словении Борутом Пахором[270].
- 8 августа — рабочий визит в Баку (Азербайджан). Встреча с президентом Азербайджана Ильхамом Алиевым и с президентом Ирана Хасаном Рухани. Участие в трёхсторонней встрече с президентами Азербайджана и Ирана[271].
- 3−5 сентября — участие в саммите «G20» в Ханчжоу (Китай). Встреча с президентом Турецкой Республики Реджепом Тайипом Эрдоганом. Неформальная встреча глав государств и правительств стран — участниц БРИКС. Встреча с председателем КНР Си Цзиньпином, с премьер-министром Великобритании Терезой Мэй. Участие в первом рабочем заседании «Укрепление координации экономической политики и новый путь к росту», с преемником Наследного принца Королевства Саудовская Аравия Мухаммадом бен Сальманом. Встречи с президентом Франции Франсуа Олландом, с канцлером Германии Ангелой Меркель, с президентом Египта Абдельфаттахом Ас-Сиси, с президентом Аргентины Маурисио Макри. Участие в рабочих заседаниях: «Глобальное экономическое и финансовое управление», «Устойчивая международная торговля и инвестиции», «Инклюзивное и взаимосвязанное развитие», «Иные факторы влияния на мировую экономику»; участвовал в отдельной встрече с президентом США Бараком Обамой[272].
- 6 сентября — частный визит в Самарканд (Узбекистан). Владимир Путин возложил цветы к месту захоронения И. Каримова и встретился с родственниками покойного и выразил им соболезнования. Провёл встречу с премьер-министром Узбекистана Шавкатом Мирзиёевым[273].
- 16−17 сентября — рабочий визит в Бишкек (Кыргызстан). Участие в заседании Совета глав государств — участников Содружества Независимых Государств. Встреча с президентом Кыргызстана Алмазбеком Атамбаевым. Участие в церемонии возложения венков к мемориалу погибшим в ходе трагических событий 1916 года в национальном историко-мемориальном комплексе «Ата-бейит» и к памятнику участникам Великой Отечественной войны в селе Арашан[274].
- 4 октября — рабочий визит в Астану (Казахстан). Встреча с президентом Казахстана Нурсултаном Назарбаевым. Участие в работе Российско-казахстанского бизнес-форума. Участие в заседании XIII Форума межрегионального сотрудничества России и Казахстана[275].
- 10 октября — визит в Стамбул (Турция). Участие в работе специальной сессии 23-го Мирового энергетического конгресса. Встречи с президентом Венесуэлы Николасом Мадуро, с президентом Турции Реджепом Тайипом Эрдоганом[276].
- 14 октября — рабочий визит в Ереван (Армения). Участие в сессии Совета коллективной безопасности ОДКБ[277].
- 15−16 октября — рабочий визит в Гоа (Индия). Переговоры с премьер-министром Индии Нарендрой Моди. Встречи с председателем КНР Си Цзиньпином, с президентом ЮАР Джейкобом Зумой. Встреча с капитанами молодёжных команд чемпионата БРИКС по футболу. Участие во встрече лидеров стран БРИКС с представителями Делового совета организации. Участие в VIII саммите БРИКС[278].
- 19 октября — рабочий визит в Берлин (Германия). Встреча с канцлером Германии Ангелой Меркель, президентом Франции Франсуа Олландом и президентом Украины Петром Порошенко по урегулированию ситуации на Украине. Переговоры с канцлером Германии Ангелой Меркель и президентом Франции Франсуа Олландом по урегулированию сирийского конфликта[279].
- 19−21 ноября — рабочий визит в Лиму (Перу). Участие во встрече лидеров экономик форума АТЭС с членами Делового консультативного совета (ДКС) АТЭС. Участие во встрече лидеров экономик форума АТЭС с директором-распорядителем Международного валютного фонда Кристин Лагард. Участие в первом рабочем заседании глав государств и правительств форума АТЭС по теме «ситуация в мировой экономике, интеграционные процессы и вопросы формирования зоны свободной торговли в регионе». Двусторонние встречи с президентом Вьетнама Чан Дай Куангом, с президентом Филиппин Родриго Дутерте, с президентом Перу Педро Пабло Кучински, с председателем КНР Си Цзиньпином, с премьер-министром Японии Синдзо Абэ, с президентом США Бараком Обамой[280].
- 15−16 декабря — официальный визит в Нагато и Токио (Япония). Встреча с премьер-министром Японии Синдзо Абэ. Участие в пленарном заседании российско-японского форума деловых кругов. Посещение центра восточных единоборств «Кодокан» и присутствие на показательных выступлениях дзюдоистов[281].

### 2017 год

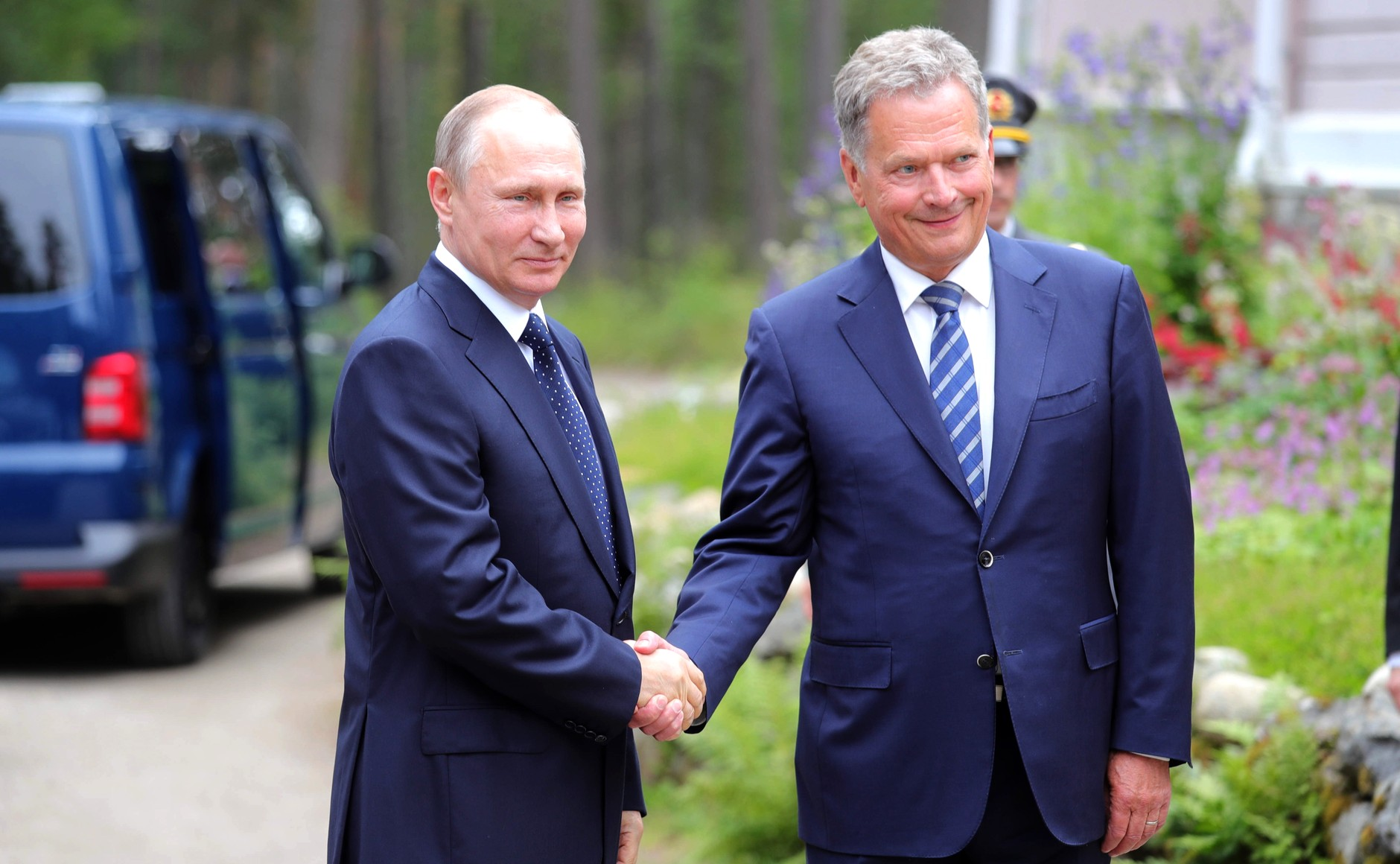
Путин и Ниинистё, 27 июля 2017 года

- 2 февраля — рабочий визит в Будапешт (Венгрия). Переговоры с премьер-министром Венгрии Виктором Орбаном[282].
- 27 февраля — рабочий визит в Алма-Ату (Казахстан). Переговоры с президентом Казахстана Нурсултаном Назарбаевым[283].
- 27−28 февраля — официальный визит в Душанбе (Таджикистан). Переговоры с президентом Таджикистана Эмомали Рахмоном[284].
- 28 февраля — официальный визит в Бишкек (Кыргызстан). Переговоры с президентом Кыргызстана Алмазбеком Атамбаевым[285].
- 14 апреля — рабочий визит в Бишкек (Кыргызстан). Участие в заседании Высшего Евразийского экономического совета. Участие в неформальной встрече глав государств — членов Организации Договора о коллективной безопасности[286].
- 14−15 мая — рабочий визит в Пекин (Китай). Участие в открытии Международного форума «Один пояс, один путь». Переговоры с председателем КНР Си Цзиньпином, с президентом Чехии Милошем Земаном, с премьер-министром Греции Алексисом Ципрасом, с премьером Госсовета КНР Ли Кэцяном. Участие в первом заседании круглого стола Международного форума «Один пояс, один путь», где обсуждались вопросы интеграционного взаимодействия и развития партнёрских отношений[287].
- 29 мая — рабочий визит в Париж (Франция). Встреча с президентом Франции Эммануэлем Макроном. Посещение выставки «Пётр Великий. Царь во Франции. 1717» во дворце Большой Трианон Национального музея замка Версаль. Посещение Российского духовно-культурного центра в Париже[288].
- 8−9 июня — рабочий визит в Астану (Казахстан). Участие в заседании Совета глав государств — членов Шанхайской организации сотрудничества. Посещение концерта, приуроченного к открытию саммита Шанхайской организации сотрудничества. Посещение российского павильона на международной специализированной выставке «Астана ЭКСПО-2017». Встречи с председателем КНР Си Цзиньпином, с премьер-министром Пакистана Навазом Шарифом, с президентом Монголии Цахиагийн Элбэгдоржем[289].
- 7−8 июля — участие в саммите «G20» в Гамбурге (Германия). Участие во встрече лидеров «двадцатки», посвящённой обсуждению проблематики борьбы с терроризмом. Участие в неформальной встрече глав государств и правительств стран — участниц БРИКС. Встречи с президентом Республики Корея Мун Чжэ Ином, с президентом США Дональдом Трампом, с премьер-министром Японии Синдзо Абэ. Участие в рабочем завтраке с канцлером Германии Ангелой Меркель и президентом Франции Эммануэлем Макроном. Переговоры с президентом Турции Реджепом Тайипом Эрдоганом, с председателем Европейской комиссии Жан-Клодом Юнкером, с президентом Франции Эммануэлем Макроном. Краткие контакты с премьер-министром Нидерландов Марком Рютте, председателем Совета министров Италии Паоло Джентилони, премьер-министром Норвегии Эрной Сульберг, премьер-министром Вьетнама Нгуен Суан Фуком, генеральным секретарём ООН Антониу Гутеррешем[290].
- 27 июля — рабочий визит в Савонлинну и Пункахарью (Финляндия). Переговоры с президентом Финляндии Саули Ниинистё. Посещение оперного фестиваля[291].
- 8 августа — рабочий визит в Пицунду (Абхазия). Переговоры с президентом Абхазии Раулем Хаджимбой[292].
- 28 августа — рабочий визит в Будапешт (Венгрия). Посещение церемонии открытия XXXI чемпионата мира по дзюдо. Встречи с премьер-министром Венгрии Виктором Орбаном, с президентом Монголии Халтмагийн Баттулгой[293].
- 3−5 сентября — рабочий визит в Сямэнь (Китай). Участие во встрече лидеров БРИКС. Переговоры с председателем КНР Си Цзиньпином, с премьер-министром Индии Нарендрой Моди, с президентом Египта Абдул-Фаттахом ас-Сиси, с президентом ЮАР Джейкобом Зумой, с президентом Мексики Энрике Пеньей Ньето, с премьер-министром Таиланда Праютом Чан-Очой. Посещение выставки народных промыслов и культурного наследия Китая. Участие в открытии Фестиваля культуры стран БРИКС. Участие во встрече с членами Делового совета объединения. Участие во встрече лидеров БРИКС с главами делегаций приглашённых государств — Египта, Таджикистана, Мексики, Гвинеи и Таиланда[294].
- 28 сентября — рабочий визит в Анкару (Турция). Переговоры с президентом Турции Реджепом Тайипом Эрдоганом[295].
- 2 октября — официальный визит в Ашхабад (Туркменистан). Переговоры с президентом Туркменистана Гурбангулы Бердымухамедовым[296].
- 1 ноября — рабочий визит в Тегеран (Иран). Переговоры с президентом Ирана Хасаном Рухани, Али Хаменеи, с президентом Азербайджана Ильхамом Алиевым. Участие в трёхсторонней встрече с президентом Ирана Хасаном Рухани и президентом Азербайджана Ильхамом Алиевым[297].
- 10−11 ноября — рабочий визит в Дананг (Вьетнам) на саммит АТЭС. Переговоры с президентом Филиппин Родриго Дутерте, с премьер-министром Японии Синдзо Абэ, с президентом Вьетнама Чан Дай Куангом, с председателем КНР Си Цзиньпином. Встреча с президентом США Дональдом Трампом. Участие во встрече лидеров экономик форума «Азиатско-тихоокеанское экономическое сотрудничество» с членами Делового консультативного совета (ДКС) АТЭС, во встрече лидеров экономик АТЭС с главами делегаций стран АСЕАН[298].
- 30 ноября — рабочий визит в Минск (Белоруссия). Участие в заседании Совета коллективной безопасности ОДКБ[299].
- 11 декабря — рабочий визит на российскую авиабазу «Хмеймим» (Сирия). Первый визит Путина в Сирию. Отдача приказа о выводе основной части группировки российских войск после разгрома ИГ. Переговоры с президентом САР Башаром Асадом[300].
- 11 декабря — рабочий визит в Каир (Египет). Переговоры с президентом Арабской Республики Египет Абдул-Фаттахом ас-Сиси. Обсуждение ситуации в Сирии и двусторонних отношений, включая возобновление авиасообщения между странами, прекращённого два года назад после взрыва российского авиалайнера[301].
- 11 декабря — рабочий визит в Анкару (Турция). Переговоры с президентом Турции Реджепом Тайипом Эрдоганом. Обсуждение урегулирования ситуации в Сирии и признания администрацией Трампа Иерусалима столицей Израиля[302].

### 2018 год
- 3−4 апреля — рабочий визит в Анкару (Турция). Совместное участие с президентом Турции Реджепом Тайипом Эрдоганом в церемонии начала строительства АЭС «Аккую». Участие в седьмом заседании Совета сотрудничества высшего уровня между Российской Федерацией и Турецкой Республикой. Телефонный разговор с Патриархом Константинопольским Варфоломеем I. Встреча с президентом Ирана Хасаном Рухани. Участие во второй трёхсторонней встрече глав государств — гарантов Астанинского процесса содействия сирийскому урегулированию[303].

## Четвёртый президентский срок (2018—2024)

### 2018 год
- 5 июня — рабочий визит в Вену (Австрия). Переговоры с федеральным президентом Австрии Александром Ван дер Белленом, с федеральным канцлером Австрии Себастианом Курцем. Возложение венка к памятнику воинам Советской Армии, павшим за освобождение Австрии от фашизма. Встреча с участниками российско-австрийского делового совета, посвящённого 50-летию сотрудничества двух государств в газовой сфере. Посещение Венского музея истории искусств[304]. Первый зарубежный визит после вступления в должность главы государства.
- 8−10 июня — государственный визит в Пекин, Тяньцзинь и Циндао (КНР). Переговоры с премьером Государственного совета Китая Ли Кэцяном, с председателем КНР Си Цзиньпином, с президентом Узбекистана Шавкатом Мирзиёевым, с президентом Таджикистана Эмомали Рахмоном, с президентом Ирана Хасаном Рухани, с президентом Монголии Халтмагийн Баттулгой. Наблюдение вместе с лидером Китая за игрой юношеских хоккейных команд. Награждение орденом Дружбы КНР. Участие в заседании Совета глав государств — членов Шанхайской организации сотрудничества[305].
- 19 июня — рабочий визит в Минск (Белоруссия). Участие в заседании Высшего Госсовета Союзного государства. Переговоры с президентом Белоруссии Александром Лукашенко[306].
- 16 июля — рабочий визит в Хельсинки (Финляндия). Первые двусторонние переговоры с президентом Дональдом Трампом, а также с президентом Финляндии Саули Ниинистё[307].
- 26−27 июля — рабочий визит в Йоханнесбург (ЮАР). Участие во встрече лидеров БРИКС. Переговоры с президентом ЮАР Сирилом Рамафозой, с президентом Аргентины Маурисио Макри, с президентом Анголы Жоау Лоуренсу, с президентом Турции Реджепом Тайипом Эрдоганом, с президентом Замбии Эдгаром Лунгу, с председателем КНР Си Цзиньпином, с премьер-министром Индии Нарендрой Моди. Участие во встрече лидеров — участников Объединения, посвящённой вопросам развития БРИКС и приоритетам стратегического партнёрства, во встрече участников саммита БРИКС с приглашёнными представителями ряда государств Африки и действующими председателями отдельных международных объединений[308].
- 12 августа — рабочий визит в Актау (Казахстан). Участие в V Каспийском саммите. Подписание Конвенции о правовом статусе Каспийского моря. Переговоры с президентом Казахстана Нурсултаном Назарбаевым, с президентом Ирана Хасаном Рухани[309].
- 18 августа — частный визит в Гамлитц (Австрия). Посещение свадьбы министра иностранных дел Австрии Карин Кнайсль[310].
- 18 августа — рабочий визит в Мезеберг (Германия). Переговоры с канцлером Германии Ангелой Меркель[311].
- 7 сентября — рабочий визит в Тегеран (Иран). Встреча с Верховным руководителем Ирана Али Хаменеи. Участие в Третьей трёхсторонней встрече глав государств — гарантов Астанинского процесса содействия сирийскому урегулированию[312].
- 27 сентября — рабочий визит в Баку (Азербайджан). Посещение соревнований чемпионата мира по дзюдо. Участие в пленарном заседании IX российско-азербайджанского межрегионального форума. Встреча с президентом Азербайджана Ильхамом Алиевым[313].
- 27−28 сентября — рабочий визит в Душанбе (Таджикистан). Участие в заседании Совета глав государств — участников Содружества Независимых Государств. Встреча с президентом Кыргызстана Сооронбаем Жээнбековым, с президентом Таджикистана Эмомали Рахмоном[314].
- 4−5 октября — государственный визит в Нью-Дели (Индия). Встреча с премьер-министром Индии Нарендрой Моди, с президентом Индии Рамом Натхом Ковиндом. Встреча с воспитанниками образовательного центра «Сириус» и одарёнными детьми Индии. Участие в закрытии российско-индийского делового форума[315].
- 12 октября — рабочий визит в Могилёв и Александрию (Белоруссия). Участие в заседании V форума регионов России и Белоруссии. Встреча с президентом Белоруссии Александром Лукашенко[316].
- 19 октября — государственный визит в Ташкент (Узбекистан). Переговоры с президентом Узбекистана Шавкатом Мирзиёевым. Возложение цветов к Монументу Независимости и гуманизма в Ташкенте. Участие в закрытии I форума межрегионального сотрудничества между Россией и Узбекистаном. Участие в церемонии начала инженерных изысканий для выбора площадки строительства первой АЭС в Узбекистане[317].
- 20 октября — визит в Сарыагаш (Туркестанская область, Казахстан). Неформальная встреча с президентом Казахстана Нурсултаном Назарбаевым и президентом Узбекистана Шавкатом Мирзиёевым[318].
- 27 октября — рабочий визит в Стамбул (Турция). Встреча с президентом Турции Реджепом Тайипом Эрдоганом, с канцлером ФРГ Ангелой Меркель. Участие в четырёхстороннем саммите Россия-Турция-Франция-Германия, посвящённом урегулированию в Сирии[319].
- 8−9 ноября — рабочий визит в Астану и Петропавловск (Казахстан). Участие в сессии Совета коллективной безопасности Организации Договора о коллективной безопасности. Посещение выставки, посвящённой перспективным совместным программам в сфере туризма. Встреча с президентом Казахстана Нурсултаном Назарбаевым. Участие в работе XV Форума межрегионального сотрудничества России и Казахстана — «Новые подходы и тенденции в развитии туризма Казахстана и России»[320].
- 11 ноября — рабочий визит в Париж (Франция). Участие в мероприятиях по случаю 100-летия окончания Первой мировой войны 1914−1918 годов. Возложение цветов к памятнику воинам Русского экспедиционного корпуса, сражавшимся на территории Франции во время Первой мировой войны[321].
- 13−15 ноября — первый государственный визит в Сингапур. Переговоры с президентом Сингапура Халимой Якоб. Присутствие на церемонии закладки первого камня в основание Российского культурного центра. Встречи с премьер-министром Малайзии Махатхиром Мохамадом, с премьер-министром Таиланда Праютом Чан-Очой, с президентом Индонезии Джоко Видодо, с президентом Республики Корея Мун Чжэ Ином, с премьер-министром Японии Синдзо Абэ, с премьер-министром Сингапура Ли Сянь Луном и с премьером Госсовета КНР Ли Кэцяном. Участие в пленарном заседании саммита Россия — Ассоциация государств Юго-Восточной Азии (АСЕАН). Участие в пленарном заседании XIII Восточноазиатского саммита (ВАС)[322].
- 19 ноября — рабочий визит в Стамбул (Турция). Участие в церемонии завершения строительства морского участка газопровода «Турецкий поток». Встреча с президентом Турции Реджепом Тайипом Эрдоганом[323].
- 30 ноября — 1 декабря — официальный визит в Буэнос-Айрес (Аргентина). Участие во встрече глав государств — участников международного объединения БРИКС, в первом рабочем заседании глав делегаций стран — участниц «Группы двадцати», во втором рабочем заседании по теме «Достижения консенсуса», во встрече «Россия — Индия — Китай» (РИК) с премьер-министром Индии Нарендрой Моди и председателем КНР Си Цзиньпином. Встречи с президентом Франции Эммануэлем Макроном, с канцлером Германии Ангелой Меркель, с президентом Турции Реджепом Тайипом Эрдоганом, с премьер-министром Японии Синдзо Абэ, с наследным принцем, министром обороны Саудовской Аравии Мухаммедом бен Сальманом аль Саудом, с президентом Аргентины Маурисио Макри. Присутствие на торжественном концерте в честь глав делегаций стран — участниц «Группы двадцати», приглашённых государств и международных организаций[324].

### 2019 год
- 17 января — официальный визит в Белград (Сербия). Возложение венка к Монументу освободителям Белграда и Памятнику советскому солдату. Переговоры с президентом Сербии Александром Вучичем. Вручение Александру Вучичу государственной награды Российской Федерации — орден Александра Невского. Встреча с председательствующим Президиума Боснии и Герцеговины Милорадом Додиком, сербским кинорежиссёром, актёром и музыкантом Эмиром Кустурицей. Посещение храма Святого Саввы в Белграде[325].
- 28 марта — государственный визит в Бишкек (Кыргызстан). Переговоры с президентом Кыргызстана Сооронбаем Жээнбековым. Посещение дома-музей писателя Чингиза Айтматова. Участие в пленарном заседании VIII Российско-киргизской межрегиональной конференции на тему «Новые горизонты стратегического партнёрства и интеграции». Возложение венка к Вечному огню на площади Победы в Бишкеке[326].
- 26−27 апреля — рабочий визит в Пекин (Китай). Присвоение степени почётного доктора университета Цинхуа. Переговоры с председателем КНР Си Цзиньпином, с президентом Азербайджана Ильхамом Алиевым, с президентом Сербии Александром Вучичем, с президентом Египта Абдельфаттахом Ас-Сиси, с президентом Кипра Никосом Анастасиадисом, с государственным советником Мьянмы Аун Сан Су Чжи. Участие в первом заседании круглого стола II Международного форума инициативы «Один пояс, один путь»[327].
- 28−29 мая — рабочий визит в Нур-Султан (Казахстан). Участие в заседании Высшего Евразийского экономического совета. Встреча с первым президентом Казахстана Нурсултаном Назарбаевым, с президентом Молдавии Игорем Додоном[328].
- 13−14 июня — визит в Бишкек (Кыргызстан). Участие в саммите Шанхайской организации сотрудничества (ШОС). Встреча с президентом Кыргызстана Сооронбаем Жээнбековым, с премьер-министром Индии Нарендрой Моди, с председателем КНР Си Цзиньпином, с президентом Монголии Халтмагийн Баттулгой, с президентом Ирана Хасаном Рухани, с президентом Белоруссии Александром Лукашенко[329].
- 14−15 июня — визит в Душанбе (Таджикистан). Выступление на пленарном заседании глав делегаций государств и международных организаций, принимающих участие в саммите Совещания по взаимодействию и мерам доверия в Азии. Встреча с эмиром Катара Тамимом Бен Хамадом Аль Тани[330].
- 28−29 июня — визит в Осаку (Япония). Участие во встрече глав государств и правительств стран — участниц БРИКС. Участие в беседе с президентом ЮАР Сирилом Рамафозой. Участие в первом рабочем заседании глав делегаций стран — участниц «Группы двадцати». Встреча с президентом США Дональдом Трампом, с премьер-министром Великобритании Терезой Мэй, с президентом Франции Эммануэлем Макроном, с президентом Южной Кореи Мун Чжэ Ином, с президентом Турции Реджепом Тайипом Эрдоганом, с канцлером Германии Ангелой Меркель, с президентом Египта Абдельфаттахом Ас-Сиси, с наследным принцем, главой Минобороны Саудовской Аравии Мухаммедом Бен Сальманом Аль Саудом, с премьер-министром Японии Синдзо Абэ. Участие во встрече в формате Россия — Индия — Китай (РИК) с премьер-министром Индии Нарендрой Моди и председателем КНР Си Цзиньпином. Участие в церемонии закрытия перекрёстных годов России и Японии[331].
- 30 июня — визит в Минск (Белоруссия). Посещение соревнований по боксу и спортивной гимнастике в рамках II Европейских игр. Встреча с президентом МОК Томасом Бахом. Общение с российскими спортсменами — участниками игр. Участие в неформальной встрече с президентом Белоруссии Александром Лукашенко и президентом Таджикистана Эмомали Рахмоном. Посещение церемонии закрытия II Европейских игр[332].
- 4 июля — официальный визит в Италию и Ватикан. Встреча с президентом Италии Серджо Маттареллой, с председателем совета министров Италии Джузеппе Конте, с Папой Римским Франциском, с бывшим премьер-министром страны Сильвио Берлускони[333].
- 19 августа — рабочий визит в Борм-ле-Мимоза (Франция). Встреча с президентом Франции Эммануэлем Макроном. Участие в рабочем ужине после переговоров с президентом Франции[334].
- 21 августа — рабочий визит в Хельсинки (Финляндия). Встреча с президентом Финляндии Саули Ниинистё[335].
- 3 сентября — официальный визит в Улан-Батор (Монголия). Переговоры с президентом Монголии Халтмагийн Баттулги. Встреча с председателем Великого государственного хурала Монголии Гомбожавын Занданшатаром и с премьер-министром Монголии Ухнагийн Хурэлсухом. Возложение венка к памятнику Георгию Жукову в Улан-Баторе. Присутствие на торжественном приёме, посвящённом 80-летию победы на Халхин-Голе[336].
- 16 сентября — рабочий визит в Анкару (Турция). Встреча с президентом Турции Реджепом Тайипом Эрдоганом и с президентом Ирана Хасаном Рухани. Участие в работе трёхстороннего саммита по урегулированию ситуации в Сирии[337].
- 30 сентября — частный визит в Париж (Франция). Присутствие на похоронах бывшего президента Франции Жака Ширака[338].
- 1 октября — рабочий визит в Ереван (Армения). Принял участие в саммите ЕАЭС[339]. Встреча с президентом Ирана Хасаном Рухани[340], с премьер-министром Армении Николом Пашиняном[341].
- 10−11 октября — рабочий визит в Ашхабад (Туркменистан). Встреча с президентом Туркменистана Гурбангулы Бердымухамедовым. Участие в заседании Совета глав государств Содружества Независимых Государств[342].
- 14 октября — государственный визит в Эр-Рияд (Саудовская Аравия). Переговоры с королём Саудовской Аравии Салманом ибн Абдул-Азизом Аль Саудом. Встреча с наследным принцем Саудовской Аравии Мухаммадом бен Салманом Аль Саудом. Присутствие на первом заседании Российско-саудовского экономического совета[343].
- 15 октября — государственный визит в Абу-Даби (ОАЭ). Встреча с наследным принцем Абу-Даби Мухаммедом бен Заидом Аль Нахайяном. Участие во встрече с представителями деловых кругов России и Объединённых Арабских Эмиратов[344].
- 30 октября — рабочий визит в Будапешт (Венгрия). Переговоры с премьер-министром Венгрии Виктором Орбаном. Встреча с главами христианских церквей Ближнего Востока. Посещение штаб-квартиры Международной федерации дзюдо (МФД)[345].
- 13−14 ноября — рабочий визит в Бразилиа (Бразилия). Встреча с премьер-министром Индии Нарендрой Моди, с председателем КНР Си Цзиньпином. Выступление на церемонии закрытия Делового форума БРИКС. Посещение концерта по случаю проведения саммита БРИКС и обеда от имени президента Бразилии в честь участников саммита. Участие во встрече глав государств и правительств стран — участниц БРИКС, с членами Делового совета БРИКС и руководством Нового банка развития, с настоятелем храма в честь иконы Божией Матери «Одигитрия» иереем Франциском де Ассиз да Крус Фетойсой, с президентом Бразилии Жаиром Болсонару[346].
- 28 ноября — рабочий визит в Бишкек (Кыргызстан). Участие в сессии Совета коллективной безопасности ОДКБ. Встреча с президентом Кыргызстана Сооронбаем Жээнбековым[347].
- 9 декабря — рабочий визит в Париж (Франция). Участие в саммите в «нормандском формате». Встреча с федеральным канцлером ФРГ Ангелой Меркель, с президентом Украины Владимиром Зеленским и президентом Франции Эмманюэлем Макроном[348].

### 2020 год
- 7 января — рабочий визит в Дамаск (Сирия). Посещение командного пункта группировки Вооружённых Сил России в Сирии. Встреча с президентом Сирии Башаром Асадом, с патриархом Антиохийским и всего Востока Иоанном X. Осмотр мечети Омейядов. Посещение православной церкви Святой Девы Марии[349].
- 8 января — рабочий визит в Стамбул (Турция). Участие в церемонии ввода в эксплуатацию газопровода «Турецкий поток». Встреча с президентом Турции Реджепом Тайипом Эрдоганом[350].
- 19 января — рабочий визит в Берлин (Германия). Участие в Международной конференции по Ливии. Встреча с президентом Турции Реджепом Тайипом Эрдоганом, переговоры с премьер-министром Великобритании Борисом Джонсоном, с председателем Европейской комиссии Урсулой фон дер Ляйен[351].
- 23 января — рабочий визит в Тель-Авив (Израиль). Встреча с премьер-министром Израиля Биньямином Нетаньяху, с президентом Израиля Реувеном Ривлином, с Патриархом Иерусалимским и всея Палестины Феофилом III. Участие в церемонии открытия в Иерусалиме монумент в честь героических жителей и защитников блокадного Ленинграда «Свеча памяти». Вручение орден Мужества Нице Шахам, внучатой племяннице Леона Фельдгендлера — героя восстания узников лагеря смерти Собибор. Участие в памятном мероприятии в рамках международного форума «Сохраняем память о Холокосте, боремся с антисемитизмом», состоявшемся на территории мемориального комплекса «Яд Вашем»[352].
- 23 января — рабочий визит в Вифлеем (Палестина). Встреча с президентом Палестины Махмудом Аббасом[353].

### 2021 год
- 16 июня — рабочий визит в Женеву (Швейцария). Встреча с президентом США Джозефом Байденом. Встреча с Президентом Швейцарской Конфедерации Ги Пармеленом[354].
- 6 декабря — рабочий визит в Нью-Дели (Индия). Участие в российско-индийском саммите. Встреча с премьер-министром Индии Нарендрой Моди[355].

### 2022 год
- 4 февраля — рабочий визит в Пекин (Китай). Встреча с председателем КНР Си Цзиньпином. Участие в церемонии открытия XXIV Зимних Олимпийских игр 2022[356].
- 28 июня — рабочий визит в Душанбе (Таджикистан). Встреча с президентом Таджикистана Эмомали Рахмоном[357].
- 29 июня — рабочий визит в Ашхабад (Туркменистан). Участие в VI Каспийском саммите. Встречи с президентом Туркменистана Сердаром Бердымухамедовым, президентом Азербайджана Ильхамом Алиевым, президентом Ирана Ибрагимом Раиси, председателем верхней палаты парламента Туркменистана Гурбангулы Бердымухамедовым[358].
- 19 июля — рабочий визит в Тегеран (Иран). Участие в VII саммите глав-гарантов Астанинского формата. Встречи с верховным лидером Ирана Али Хаменеи, президентом Ирана Ибрагимом Раиси и президентом Турции Реджепом Тайипом Эрдоганом[359].
- 15−16 сентября — рабочий визит в Самарканд (Узбекистан). Участие в саммите ШОС. Встречи с председателем КНР Си Цзиньпином, президентом Азербайджана Ильхамом Алиевым, президентом Ирана Ибрагимом Раиси, президентом Кыргызстана Садыром Жапаровым, президентом Туркменистана Сердаром Бердымухамедовым, президентом Турции Реджепом Тайипом Эрдоганом, президентом Узбекистана Шавкатом Мирзиёевым, премьер-министром Пакистана Шахбазом Шарифом, премьер-министром Индии Нарендрой Моди. Трёхсторонняя встреча с председателем КНР Си Цзиньпином и президентом Монголии Ухнаагийном Хурэлсухом. Участие в церемонии посадки дубовой аллеи и посещение комплекса «Вечный город»[360].
- 13−14 октября — рабочий визит в Астану (Казахстан). Участие в саммите СВМДА. Встречи с эмиром Катара Тамимом Бен Хамада Аль Тани, президентом Палестины Махмудом Аббасом, президентом Турции Реджепом Тайипом Эрдоганом и президентом Азербайджана Ильхамом Алиевым. Трёхсторонняя встреча с президентами Таджикистана Эмомали Рахмоном и Кыргызстана Садыром Жапаровым[361].
- 23 ноября — рабочий визит в Ереван (Армения). Участие в саммите ОДКБ. Встреча с премьер-министром Армении Николом Пашиняном[362].
- 9 декабря — рабочий визит в Бишкек (Кыргызстан). Участие заседании Высшего Евразийского экономического совета. Встреча с премьер-министром Армении Николом Пашиняном[363].
- 19 декабря — рабочий визит в Минск (Белоруссия). Встреча с президентом Белоруссии Александром Лукашенко[364].

### 2023 год
- 12−13 октября — официальный визит в Бишкек (Кыргызстан). Участие в заседании Совета глав государств — участников СНГ. Возложение венка к мемориалу погибшим в ходе трагических событий 1916 года в национальном историко-мемориальном комплексе «Ата-Бейит». Вручение ордена Почёта Президенту Кыргызстана Садыру Жапарову. Торжественное мероприятие по случаю 20-летия российской авиабазы в Кыргызстане. Встречи с президентом Азербайджана Ильхамом Алиевым, президентом Таджикистана Эмомали Рахмоном[365].
- 17−18 октября — рабочий визит в Пекин (Китай). Участие в III Международном форуме «Один пояс, один путь». Переговоры с Председателем КНР Си Цзиньпином. Встречи с президентом Вьетнама Во Ван Тхыонгом, премьер-министром Венгрии Виктором Орбаном, премьер-министром Таиланда Сеттхой Тхависином, президентом Монголии Ухнагийн Хурэлсухом, президентом Лаоса Тхонглуном Сисулитом, исполняющим обязанности премьер-министра Пакистана Анваром Какаром, с президентом Казахстана Касым-Жомартом Токаевым и президентом Узбекистана Шавкатом Мирзиёевым[366].
- 9−10 ноября — официальный визит в Астану (Казахстан). Участие в пленарном заседании XIX Форума межрегионального сотрудничества России и Казахстана. Переговоры с президентом Казахстана Касым-Жомартом Токаевым[367].
- 23 ноября — рабочий визит в Минск (Белоруссия). Участие в заседании Совета коллективной безопасности ОДКБ[368].
- 6 декабря — рабочий визит в Абу-Даби (ОАЭ). Встреча с президентом ОАЭ, эмиром Абу-Даби Мухаммедом бен Заидом Аль Нахайяном[369].
- 6 декабря — рабочий визит в Эр-Рияд (Саудовская Аравия). Встреча с наследным принцем Саудовской Аравии Мухаммедом бен Салманом Аль Саудом[370].

## Пятый президентский срок (2024 — настоящее время)

### 2024 год
- 16−17 мая — государственный визит в Пекин и Харбин (Китай). Встреча с председателем КНР Си Цзиньпином, Премьером Госсовета Китая Ли Цяном, с Заместителем Председателя КНР Хань Чжэном. Возложение венка к памятнику Народным героям на площади Тяньаньмэнь. Участие в церемонии открытия VIII российско-китайского ЭКСПО и IV российско-китайского форума по межрегиональному сотрудничеству. Возложение цветов к Памятнику советским воинам, павшим в боях за освобождение Северо-Восточного Китая. Посещение храм Покрова Пресвятой Богородицы в Харбине. Встреча с китайскими и российскими студентами и преподавателями Харбинского политехнического университета[371]. Первый зарубежный визит после вступления в должность главы государства.
- 23−24 мая — рабочий визит в Минск (Белоруссия). Встреча с президентом Белоруссии Александром Лукашенко. Возложение венка к монументу Победы в Минске[372].
- 26−27 мая — государственный визит в Ташкент (Узбекистан). Встреча с президентом Узбекистана Шавкатом Мирзиёевым. Возложение венка к монументу Независимости в Ташкенте. Посещение мемориального комплекса «Парк Победы»[373].
- 18−19 июня — государственный визит в Пхеньян (КНДР). Встреча с Председателем Государственных дел КНДР Ким Чен Ыном. Возложение венка к монументу «Освобождение». Посещение храма Святой Живоначальной Троицы в Пхеньяне[374].
- 19−20 июня — государственный визит в Ханой (Вьетнам). Встречи с президентом Вьетнама То Ламом, премьер-министром Правительства Вьетнама Фам Минь Тинем, генеральным секретарём Центрального комитета Коммунистической партии Вьетнама Нгуен Фу Чонгом и председателем Национального собрания Вьетнама Чан Тхань Маном. Возложение венков к Мемориалу павшим героям и к Мавзолею Хо Ши Мина на площади Бадинь. Встреча с выпускниками советских и российских вузов в Большом оперном театре Ханоя[375].
- 3−4 июля — рабочий визит в Астану (Казахстан). Участие в заседании Совета глав государств-членов Шанхайской организации сотрудничества. Встречи с президентом Монголии Ухнагийн Хурэлсухом, президентом Азербайджана Ильхамом Алиевым, премьер-министром Пакистана Шехбазом Шарифом, президентом Турции Реджепом Тайипом Эрдоганом, Председателем КНР Си Цзиньпином, президентом Казахстана Касым-Жомартом Токаевым, исполняющим обязанности Главы исполнительной власти Ирана Мохаммадом Мохбером и Эмиром Катара Тамимом Бен Хамадом Аль Тани[376].
- 18−19 августа — государственный визит в Баку (Азербайджан). Встречи с президентом Азербайджана Ильхамом Алиевым и первым вице-президентом Мехрибан Алиевой. Возложение венков к могиле Гейдара Алиева и к монументу «Вечный огонь». Осмотр территории Белого города Баку. Посещение кафедрального собора Святых жён-мироносиц[377].
- 2−3 сентября — государственный визит в Улан-Батор (Монголия). Встречи с президентом Монголии Ухнагийном Хурэлсухом, с председателем Великого государственного хурала Монголии Дашзэгвийн Амарбаясгаланом и премьер-министром Монголии Лувсаннамсрайн Оюун-Эрдэнэ. Возложение венка к памятнику Георгию Жукову. Посещение школы Улан-Баторского филиала РЭУ имени Г. В. Плеханова[378].
- 11 октября — рабочий визит в Ашхабад (Туркменистан). Участие в пленарном заседании Международного форума «Взаимосвязь времён и цивилизаций — основа мира и развития», посвящённого 300-летию со дня рождения выдающегося туркменского поэта и мыслителя Махтумкули Фраги. Встреча с президентом Ирана Масудом Пезешкианом. Встреча с председателем Халк Маслахаты (Народного совета) Туркменистана Гурбангулы Бердымухамедовым[379].
- 27−28 ноября — государственный визит в Астану (Казахстан). Участие в саммите ОДКБ. Переговоры с президентом Казахстана Касым-Жомартом Токаевым[380].
- 6 декабря — рабочий визит в Минск (Белоруссия). Участие в заседании Высшего Государственного Совета Союзного Государства[381].

### 2025 год
- 26−27 июня — рабочий визит в Минск (Белоруссия). Участие в саммите лидеров Евразийского экономического союза (ЕАЭС). Встречи с наследным принцем Абу-Даби (ОАЭ) шейхом Халидом бен Мухаммедом бен Заидом Аль Нахайяном[382][383][384] и президентом Узбекистана Шавкатом Мирзиёевым[385].
- 15 августа — рабочий визит в Анкоридж (Аляска, США). Встреча с президентом США Дональдом Трампом.